# چنگیز خان
چنگیز خان (با نام تولد تموچین؛ پیرامون ۱۱۶۲ – ۲۵ اوت ۱۲۲۷) بنیان‌گذار و نخستین خان امپراتوری مغول بود که از ۱۲۰۶ تا هنگام مرگش در ۱۲۲۷ حکومت کرد؛ امپراتوری مغول بعدها به بزرگ‌ترین امپراتوری‌ به هم پیوسته جهان در تاریخ تبدیل شد. چنگیز خان به عنوان بنیانگذار امپراتوری عظیم مغول؛ به طور گسترده به عنوان یکی از بزرگترین فاتحان و رهبران نظامی درسرتاسر تاریخ قلمداد می‌شود. او که بخش اعظم عمر خود را به متحدسازی قبایل مغول گذرانده بود، پس از آن مجموعه‌ای از لشکرکشی‌هایی را به راه انداخت و بر بخش‌های وسیعی از شرق، مرکز و غرب قاره آسیا چیرگی یافت.
چنگیزخان مغول با نام «تموچین» و بین سال‌های ۱۱۵۵ تا ۱۱۶۷ میلادی متولد شد. او بزرگ‌ترین فرزند یسوکای بهادر، رئیس مغول طایفه بورجیگین؛ و هوئلون، زنی از اولخونودها، بود. یسوکای زمانی که تموچین هشت ساله بود درگذشت و خانوادهٔ او توسط قبیله خود در دشت‌های مغولستان منزوی و به حال خود رها شدند. تموچین به تدریج پیروان کوچکی گرد خود جمع کرد. دوستان او جاموقا و طغرل، دو تن دیگر از سران مغول، در ظهور چنگیز خان او را یاری کردند. به دلیل ماهیت نامنظم منابع، این دوره از زندگی تموچین شناخته شده نیست. او ممکن است مدتی را به عنوان خدمتگزار دودمان جین (۱۲۳۴–۱۱۱۵) گذرانده باشد. اتحاد با جاموقا و طغرل در اوایل قرن سیزدهم به‌طور کامل شکست خورد، اما تموچین توانست هر دو را شکست دهد و ادعای حاکمیت انحصاری قبایل مغول را داشته باشد. او در سال ۱۲۰۶ در قورولتای رسماً عنوان چنگیز خان را پذیرفت.
با متحد شدن کامل قبایل دشت‌های مغولستان، چنگیزخان به سراغ فتح مناطق دیگر رفت. او در سال ۱۲۱۱ شیای باختری را دست‌نشانده خود کرد و سپس در ۱۲۱۴ به سلسلهٔ جین در شمال چین حمله و امپراتور زونگ جین را مجبور به ترک نیمه شمالی پادشاهی خود کرد. الحاق خانات قراختاییان در سال ۱۲۱۸، به چنگیز اجازه داد تا سال بعد حمله مغول به امپراتوری خوارزمشاهیان را رهبری کند. مغولان مهاجم، دولت خوارزمشاهیان را سرنگون و ماوراءالنهر و خراسان را ویران کردند و لشکریان او تا گرجستان و روس کی‌یف پیش رفتند. چنگیزخان در سال ۱۲۲۷ هنگام محاصره شورشیان غربی شیا درگذشت. پسر سوم و وارث او اوگتای خان دو سال بعد به خاقانی رسید.
چنگیز خان همچنان چهرهٔ بحث‌برانگیزی است. او در نزد پیروانش سخاوتمند و به‌شدت وفادار بود، اما در برابر دشمنانش بی‌رحم بود. لشکرکشی‌های مغول که توسط چنگیز خان آغاز شد، شاهد ویرانی و میلیون‌ها کشته در مناطقی بود که آنها فتح کردند. ارتش مغول که او ساخته بود به دلیل راهبردهای نظامی‌اش شهرت داشت و امپراتوری چنگیز بر شایسته‌سالاری استوار بود. چنگیز خان همچنین یاسا را مدون، تحمل مذهبی را ترویج و تجارت در سراسر اوراسیا را از طریق «صلح مغولی» تشویق کرد. او در روسیه و جهان اسلام به‌عنوان یک ظالم عقب‌ماندهٔ وحشی به یاد مانده‌است، در حالی که میراث او در مطالعات اخیر غرب دست‌خوش بازنگری چشمگیری شده‌است. او پس از مرگ در مغولستان به ایزدی رسید. مغولان مدرن او را پدر بنیان‌گذار ملت خود می‌شناسند.

## زمینه تاریخی

### مغول‌ها
آسیای مرکزی تا قبل از قرن ۱۳ میلادی محل زندگی اقوام چادرنشین فراوانی بود که از جمله آن‌ها سکاها، هون‌ها، آوارها، ترکان و غیره بودند اما تا این عهد، کم‌تر کسی مغولها را یک قدرت جدی به حساب می‌آورد. آن‌ها قبیله‌ای ناشناخته در دشت‌های دورافتاده منطقه بودند و پیش‌بینی اینکه روزی فاتح وسیع‌ترین امپراتوری پیوسته تاریخ خواهند شد، کار ساده‌ای نبود. مطابق افسانه‌های مغولی، از آمیزش یک گرگ خاکستری-آبی با یک گوزن زرد، اولین انسان ذکور زاده شد که باتاچی‌خان نام داشت. یازده نسل بعد، دوبون و همسرش الانِ زیبا صاحب دو پسر شدند. دوبون درگذشت و بعد از مرگ او، الان سه پسر دیگر زایید؛ پسرانی که پدرشان موجودی مرموز «به زردی خورشید» بود. پنج پسر دوبون – که ۳ تا از آن‌ها از نسل پدری خداگون بودند – به بزرگسالی که رسیدند، هر کدام قبیله خود را ساختند و این پنج قبیله در کنار هم، قبیله بزرگ‌تر مغول را تشکیل می‌دادند. جوان‌ترین پسر، بودونچار، قبیله بورجیگین را تأسیس کرد که چنگیزخان به همین قبیله تعلق داشت. نتیجه بودونچار که کایدو نام داشت برای بار اول قبایل مغول را تحت یک پرچم متحد کرد. کایدو بین سال‌های ۱۰۵۰ و ۱۱۰۰ م زندگی کرد و از این زمان است که روایات، چهره‌ای تاریخی به خود می‌گیرند. بعد از کایدو، پسر بزرگش بای‌شینگور دوقسین رهبری قبیله بورجیگین را به دست گرفت و پسر دیگر، چاراقای لینگقو، قبیله تایچویید را تأسیس کرد. رقابت بین این دو قبیله یکپارچه‌کردن قبایل مغول را غیرممکن می‌کرد.

### ساختار قدرت در مغولستان
علی‌رغم اینکه منابع چینی به سختی بین اقوام «بربر» شمال مرزهای خود تمایزی قائل شده‌اند، ساختار قدرت در مغولستان بسیار پیچیده بود. در این زمان، قدرت اصلی مغولستان در دست قبیله نایمان که یک قبیله ترک بود، قرار داشت. آن‌ها تا اوایل قرن ۱۳ میلادی انسجام سیاسی خود را حفظ کردند. پس از آن‌ها، متحدشان قبیله کرائیت قوی‌ترین بود. هر دو این قبایل مسیحی نسطوری بودند. تاتارها که خود به ۶ قبیله تقسیم می‌شدند، نیز حاضر بودند. آن‌ها با سلسله کین در چین روابط دوستانه‌ای داشتند و دشمن خونی کریت‌ها به حساب می‌آمدند؛ مطابق روایتی، تاتارها در اوایل قرن ۱۲ میلادی یک ارتش ۴۰٬۰۰۰ نفره کریتی را به سختی شکست دادند. تاتارها همیشه خطری جدی برای مغول‌ها به حساب می‌آمدند، زیرا در جنوب قلمروی آنان زندگی می‌کردند. قبیله ترک یا مغولِ مرکیت که به ۳ دسته مجزا تقسیم می‌شد، از جمله دیگر قبایل مغولستان در آن عهد بود.
نوه کایدو، قابُل‌خان، بین سال‌های ۱۱۳۵ تا ۱۱۴۷ م با سلسله کین جنگید و آن‌ها را در میدان نبرد شکست داد اما فتح بزرگی به دست نیاورد. او یکی از اعضای قبیله تایچویید به نام آمباقای را به جانشینی خود برداشت. برخی تاریخ‌دانان این اتفاق را منشأ اصلی اختلافات داخلی مغول‌ها در قرن ۱۲ می‌دانند. آمباقای هم با چینی‌ها جنگید، به سختی شکستشان داد و آنان را خراج‌گذار مغول‌ها کرد. سلسله کین دوباره دست به دامن تاتارها شد. تاتارها نیز با نیرنگی آمباقای را دستگیر کرده و به چینی‌ها تحویل دادند؛ آن‌ها نیز خان مغول را بر روی یک خر چوبی مصلوب کردند. آمباقای در زمان مرگ (احتمالاً در سال ۱۱۵۶ م)، به همه مغول‌ها وصیت کرد انتقام او را بگیرند. قوتولا از قبیله بورجیگین جانشین آمباقای شد. این تنور اختلافات دو قبیله را شعله‌ورتر کرد و مغول‌ها شدیداً تضعیف شدند. سلسله کین دوباره تاتارها را به جنگ مغول‌ها تحریک کرد و تاخت و تازهای آنان به قبایل مغول یک دهه طول کشید. بعد از آن سلسله کین مستقیماً وارد جنگ شد و در ۱۱۶۱ م به پیروزی کاملی دست پیدا کرد. قبیله بورجیگین تا مرز انحلال رسید. عضو بعدی قبیله بورجیگین که زمام امور را در دست گرفت، یسوکای بهادر، پدر چنگیز خان، بود. اما او هرگز به قدرتی دست پیدا نکرد که خان نامیده شود. او در دهه قبل سروری قوتولا را پذیرفته بود اما جاه‌طلبی‌های خود را داشت و گاه دست به نافرمانی می‌زد. یسوکای با طغرل، از خان‌های کریت، متحد شد و آن دو سوگند برادری-خونی یاد کردند. یسوکای بهادر در حدود سال‌های ۱۱۵۹–۶۰ م دختری به نام هوئلون که نامزد رهبر قبایل مرکیت، یِهه چیلدو، را دزدید. نتیجتاً، دشمنی پنجاه ساله‌ای میان مغول‌ها و مرکیت‌ها آغاز شد.

## نام و عنوان
چنگیز خان را در زمان تولد تموچین یا تموجین نامیدند. این اسم مخفف تیمورجین است. چون تیمور در مغولی به معنی آهن است، در نتیجه تموچین می‌تواند به معنی آهنگر باشد. چنگیز خان لقبی است که در اواسط زندگی‌اش بر روی او گذاشتند. بنا به گفته رشیدالدین فضل‌الله همدانی، چنگیز به معنی «شاه شاهان» یا «قدرتمند» است. این لقب را در منابع اسلامی به اشکال مختلفی نوشته‌اند که از جمله آن‌ها چینگگیز (رشیدالدین همدانی)، چنگز (جوینی) و جَنْکِز (ابن عبری) است. نیز ابن اثیر از او با نام «النهرجی» یاد کرده‌است. همچنین زمانی‌که قوبلای خان دودمان یوآن را در چین تأسیس کرد، به صورت رسمی چنگیز خان را با اسم «امپراتور فاتیان قیون شنگو» (چینی: 法天啟運聖武皇帝) اولین امپراتور و مؤسس این سلسله اعلام کرد.

## اوایل زندگی

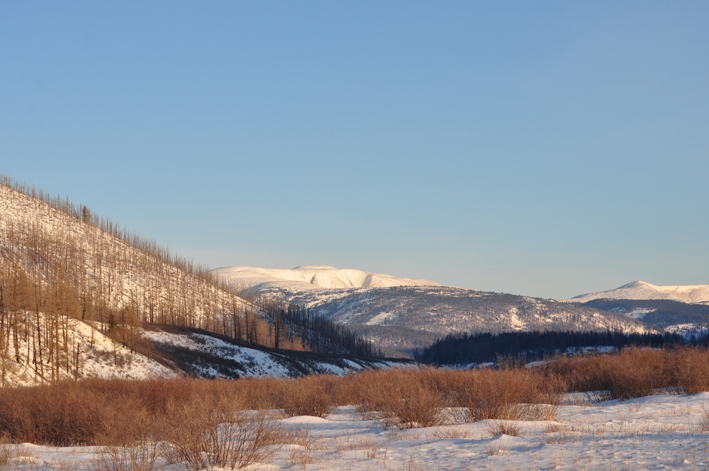
کوه بورخان خالدون محل تولد احتمالی و آرامگاه چنگیز خان

### کودکی
تموچین، چنگیز خانِ آینده، در ۱۱۶۲ میلادی متولد شد. تاریخی که رشیدالدین فضل‌الله همدانی برای تولد او ذکر کرده برابر ۱۱۵۵ م است اما ۱۱۶۲ م محتمل‌ترین است. در باب محل تولد او نیز اختلاف‌نظر وجود دارد. تاریخ سری مغولان از دلون بولداق به عنوان مکان تولد تموچین نام می‌برد. او در یک خانواده آهنگر به دنیا آمد. نام او هم‌ریشه از تمور به معنی آهن بوده و پدرش یسوکای بهادر نام‌ داشت و یک آهنگر بود. یک برادرش تموجه و یک خواهرش تمولون نام داشتند که نام آنها هم از ریشهٔ تمور است. پدرش رئیس قبیلهٔ قیات بورجیگین بود که بیشتر آنان با قبیلهٔ تایجیوت خویشاوند بودند؛ و در کرانهٔ رود اونون سکنی گزیده بودند. یسوکای در جنگ مهارت زیادی داشت، موقعی که از یک جنگ برمی‌گشت با هوئلون مادر تموچین که از قبیله مرکیت بود، برخورد کرد و باعث ازدواج یسوکای با هوئلون شد، ثمره این ازدواج یک دختر بنام تمولون (خواهر بزرگ) تموچین و سه برادر دیگر؛ جوچی قسار، قاجیون و تموجه بود و آنها دو برادر ناتنی به نام‌های بختر و بلوقتای نیز داشتند که از همسر دوم یسوکای بهادر بودند. مادر او هوئلون و پدرش یسوکای بهادر بود. این دو، سه پسر و یک دختر دیگر نیز داشتند. یسوکای همچنین از همسر رسمی‌اش صاحب دو پسر بود. داستان تولد تموچین با افسانه درآمیخته‌است که مطابق یکی از آن‌ها، نطفه او با تابش پرتویی آسمانی به رحم هوئلون بسته شد. این داستان به ماجرای آمیزش الان زیبا و «موجودی به زردی خورشید» شباهت بسیار دارد. احتمالاً تموچین نامیده‌شدن او با دستگیری تموچین اوجه، رهبر یکی از قبایل تاتار توسط یسوکای، مرتبط است و یسوکای قصد داشته قدرت سیاسی تموچین اوجه را به نوزاد تقدیم کند یا تولد پسر خود را با یک قتل جشن بگیرد که بعدها به عنوان نشانه‌ای از ترقی خون‌بار او به فرمانروایی جهان تعبیر شد.
اجداد چنگیز و طوایف مطیع‌شان مدت‌ها پیش از یسوکای، خراجگزارِ امپراتوران چین شمالی بودند و با اکراه شدید به چینی‌ها باج می‌دادند. یسوکای در روزهای ریاستش؛ طوایف مغول همجوار یورت را به اطاعت درآورده بود و تا آنجا اقتدار پیدا کرده بود که امپراتور چین از قدرت او وحشت داشت و جماعتی را به مانع شدنش روان کرد که یسوکای پیروز شده و به زودی درکارها مستقل شد.
تموچین به شیوه سنتی مغول‌ها تربیت شد و در نزدیکی ساحل رود اونون رشد کرد و در سن کم به همراه برادرانش سوارکاری را آموخت و با شکار پرندگان در تیراندازی مهارت پیدا کرد. به زودی شکار با شاهین را فرا گرفت زیرا این مهارت برای رهبران قبیله ضروری بود. تموچین هرگز خواندن و نوشتن نیاموخت. از نظر بدنی قدرتمند بود اما برادرش قصار که ۲ سال از او کوچک‌تر بود جثه نیرومندتری داشت و معروف‌ترین تیرانداز در قبیله بورجیگین بود. این می‌تواند مسبب حسادت همیشگی میان دو برادر در طول زندگی بوده باشد. تموچین علاقه زیادی به دو برادر دیگر، خاجیون و تموگه، داشت. جاموقا، پسری از قبیله جاداراد، صمیمی‌ترین دوست تموچین بود. 
در یکی از مراسم‌ها به نام آندا (سوگند)، تموچین با جاموقا(بعدها رقیب اصلی او در اتحاد قبایل مغول) آشنا می‌شود و از آن پس برادر خوانده یک دیگر می‌شوند. آندا (سوگند) یکی از رسم‌های رایج بین مغولان که منجر به برادرخواندگی می‌شود. آن‌ها استخوان‌های گوسفند را به عنوان یادگار به یکدیگر داده و سوگند دوستی ابدی یاد می‌کنند. به این ترتیب دو دوست از قبایل جداگانه همدیگر را برادر می‌خواندند و یکدیگر را آندا می‌نامیدند. سپس با رد و بدل کردن هدیه‌های بین خود به آن رسمیت می‌بخشیدند. آنداها برای فرزندان یک دیگر پدرخوانده می‌شدند و در سختی‌های زندگی به همدیگر کمک می‌کردند. یاد شده‌ است که تموچین تیری به جاموقا می‌دهد که پیکان آن از چوب سرو تراشیده شده بود و جاموقه هم تیری از شاخ گوساله به تموچین می‌دهد که سوراخ‌هایی در آن کنده شده، که وقتی پرتاب می‌شد فریاد «صفیر» می‌کشید. آن دو در سن ۶ یا ۷ سالگی عهد اندا (دوست بچگی) به جا آوردند اما به دلیل کوچ قبیله جاداراد راهشان در ۹ سالگی، برای چند سال، جدا شد.

### ازدواج
اندکی بعد از رفتن جاموقا، یسوکای تصمیم گرفت که زمان ازدواج تموچین رسیده‌ است. وقتی که تموچین نه سال داشت پدرش یسوکای در جستجوی نامزدی برای او بود، یسوکای پس از جستجوی فراوان دختری از قبیلهٔ اونگیرات به نام بورته که یک سال از تموچین بزرگ‌تر بود انتخاب کرد که جهیزیه گران بهایی داشت. بلندپایگان مغول معمولاً با قبیله قنقرات مزدوج می‌شدند؛ اینان قبیله‌ای ترک در جنوب‌شرقی مغولستان بودند که زبانشان به مغولی تغییر کرده بود. یسوکای بورته، دختر ۱۰ ساله دای سچن، رئیس قبیله بوسقور که دومین قبیله قدرتمند قنقرات بود، را برای همسری تموچین می‌خواست، اما زمانی که دای سچن متوجه شد که یسوکای قصد دارد تنها یک اسب را برای عروسی پیشکش کند، عصبانی شد و درخواستشان را رد کرد. اما آلچی نویان، پسر محبوب دای سچن، چنان شیفته تموچین شده بود که به پدر خود التماس کرد که او را در خانواده بپذیرد. دای سچن نیز در ازای مبلغ گزافی که قرار بود یسوکای تا قبل از به سرانجام‌رسیدن ازدواج آن را تهیه کند، با این ازدواج موافقت کرد. اما تا آن زمان، تموچین را به عنوان «بهره» نزد خود نگه داشت. یسوکای گفته بود که یک سال پیش از ازدواج تموچین را در قبیلهٔ همسرش بگذارد. بنابراین یسوکای پسرش را یک سال در طایفهٔ بورته گذاشت.
تموچین ۳ سال را در میان قنقرات سپری کرد و در این مدت، تجارت اعضای قبیله با چینی‌ها باعث آشنایی او با آن‌ها شد. اما روزهای خوش او به زودی پایان یافت. در سال ۱۱۷۱ م، زمانی که تموچین ۱۲ سال داشت، خبر رسید که یسوکای مرده‌ است. ظاهراً پس از نبردی با قبایل تاتار، آن‌ها او را به ضیافتی دعوت و آنجا مسمومش کردند. او در لحظه مرگ، به مونگلیک، یکی از یاران وفادارش، دستور داد که تموچین را به خانه بازگرداند. یسوکای به خوبی می‌دانست غیبت در زمان انتخاب خان جدید، به معنای از دست‌دادن شانس رهبر شدن است. در نبود تموچین، هوئلون خودش را جانشین یسوکای اعلام کرد اما حتی قبیله بورجیگین هم ادعایش را نپذیرفت. قبایل مغول یکی پس از دیگری او را ترک کردند و تارگوتای از قبیله تایچویید، خان جدید شد. تمام آنچه که از قبیله بورجیگین باقی ماند، هوئلون، خانواده‌اش و چند خدمتکار بودند.

### سال‌های سختی
با رسیدن زمستان وضعیت خانواده بسیار سخت‌تر شد و توانایی قصار و تموچین در شکار آن‌ها را زنده نگه می‌داشت. به‌زودی بختر و بلگوتی، پسران یسوکای از ازدواج دیگرش که از نظر سنی و بدنی بزرگ‌تر از فرزندان هوئلون بودند، شروع به گرفتن شکارهای تموچین و قصار از آن‌ها کردند. در یکی از این موارد، بختر یک ماهی را که تموچین و قصار شکار کرده بودند، گرفت و خورد. در جواب، تموچین صبر کرد تا بلگوتی راهی شکار شود و آن‌گاه، به همراه قصار بختر را تنها به دام انداخته و با تیر و کمان کشتند. توضیح محتمل‌تر برای این قتل می‌تواند آن باشد که تموچین به بختر که پسر ارشد یسوکای بود به چشم رقیب سرسختی برای رهبری احتمالی قبیله بورجیگین در آینده نگاه می‌کرد. علی‌رغم این، او هرگز خطری از جانب بلگوتی احساس نمی‌کرد و بلگوتی نیز در آینده یکی از وفادارترین یاران چنگیز خان شد. هوئلون پسرانش را بابت کشتن بختر به سختی سرزنش کرد.
تارگوتای، رهبر قبایل مغول که هنوز از جانب خانواده هوئلون احساس خطر می‌کرد، بر آن شد تا از وضعیتشان آگاهی یابد. دیدن وضعیت نسبتاً با ثبات آن‌ها، او را آشفته کرد. او می‌توانست تموچین را بکشد اما با این کار هنوز خطر انتقام‌گیری از جانب برادران او وجود می‌داشت. می‌توانست دیگر برادران را نیز بکشد اما در این صورت دیگر نمی‌توانست خود را چون رهبری خردمند برای همه مغولان بنمایاند. نتیجتاً، تصمیم گرفت او را به بردگی بکشد. او با مردان قبیله تایچویید خود را به اردوگاه هوئلون رساند. در لحظه رسیدن او، تموچین برای شکار رفته بود. در این مدت، تارگوتای با قصار و برادران او صحبت کرد و به آن‌ها اطمینان داد که تنها تموچین را می‌خواهد. تارگوتای که برای حفظ اعتبار خود نیاز داشت مغول‌ها را قانع کند که تموچین گناهکار است، مرگ بختر را بهانه کرد. برای ۶ روز در جنگلی که تموچین در آن مخفی شده بود دنبالش گشتند و زمانی که خواست از جنگل فرار کند، به دامش انداختند. تارگوتای دستور داد یوغی بر گردن او ببندند اما تموچین با کمک سورقان شیرا از قبیله سولدوس فرار کرد و نزد خانواده‌اش بازگشت. مدت زمان این اسارت مشخص نیست اما نمی‌تواند بیشتر از چند ماه بوده باشد.
زمانی که تموچین پیش خانواده بازگشت، آن‌ها را در وضعیت بدتری یافت؛ به گونه‌ای که از تمام دارایی‌هایشان تنها ۹ اسب باقی مانده بود. در این زمان او ۱۴ ساله بود و جثه یک مرد بالغ را داشت. در یکی از روزها که با برادرانش به شکار رفته بود، دسته‌ای از مردان تایچویید به اردوگاهشان تاختند و اسب‌ها را با خود بردند. تموچین تلاش کرد تعقیبشان کند و علی‌رغم اینکه موفقیتی نداشت، در روز چهارم با پسری به نام بورچو آشنا شد. بورچو آب و غذا و نیز اسبی تازه‌نفس در اختیارش گذاشت و خود را دوست ابدی تموچین اعلام کرد. آن دو با همکاری هم اسب‌ها را پس گرفتند و بعد بورچو تموچین را نزد پدر خود، ناقو بایان، برد. ناقو بایان یکی از مردان خود را مأمور کرد تموچین را تا خانه همراهی کند. بورچو نیز همراه او رفت. این آغازی بر دوستی طولانی آن دو بود.

### بورته
با مردان بورچو، اعضای قبیله بورجیگین که تموچین را رهبری بالقوه یافته و به او می‌پیوستند و نیز افرادی که دای سچن به صورت مخفیانه برای یاری او می‌فرستاد، تموچین در مسیر تبدیل‌شدن به یک جنگ‌سالار قدم گذاشته بود. در این زمان، او با گروه کوچک خود به تاخت و تاز مشغول بود و دربارهٔ این دوره از زندگی‌اش قصه‌های افسانه‌ای زیادی در تاریخ سری مغولان دیده می‌شود. احتمالاً در طول همین تاخت و تازها بود که هزینه لازم برای پرداخت به دای سچن و تکمیل ازدواج خود با بورته را جمع‌آوری کرد. به همین جهت در سال ۱۱۷۷ یا ۱۱۷۸ م به همراه بورچو به جنوب‌شرقی مغولستان سفر کرد تا بورته را به زنی بگیرد. دای سچن با آغوشی باز از تموچین استقبال کرد؛ چرا که او نمی‌توانست بر عهدی قدیمی پای بگذارد و نیز بورته به ۱۶ سالگی رسیده بود که برای یک دوشیزه در مغولستان آن عصر سن زیادی محسوب می‌شد. مراسم معمول عروسی با نوشیدن کومیس — شیر مادیان که نوشیدن آن شیوه‌ای رایج میان ترکان و مغولان برای رسمی‌کردن ازدواج بود — انجام شد و چوتان، مادر بورته، کتی از پوست سمور به هوئلون، مادر تموچین، هدیه کرد.
بعد از گذشت ۲ سال، حدوداً در ۱۱۷۹ یا ۱۱۸۰ م، مرکیت‌ها زمان مناسب برای انتقام خود را یافتند. آن‌ها که هنوز ربوده‌شدن هوئلون توسط یسوکای بهادر را فراموش نکرده بودند، با دسته‌ای ۳۰۰ نفری به اردوگاه تموچین شبیخون زدند. مقاومت مغول‌ها به سادگی شکست و تموچین مجبور شد به همراه مادر و ۴ برادرش بگریزد، اما بورته را جا گذاشت. تاریخ سری مغولان در توجیه این عمل مدعی است که «هیچ اسبی برای بورته نمانده بود» اما دلیل محتمل‌تر آن است که تموچین او را چون طعمه‌ای رها کرد. به هر روی، مرکیت‌ها بعد از به اسارت‌گرفتن بورته دیگر تموچین را تعقیب نکردند. تموچین، مانند مرکیت‌ها، نمی‌توانست این عمل را بی‌پاسخ بگذارد اما به متحدانی نیاز داشت؛ نتیجتاً، به طغرل، اندای پدرش و از خان‌های کریت، رو کرد. طغرل، احتمالاً بیمناک از اتحاد در حال شکل‌گیری میان مرکیت‌ها، نایمان‌ها، تاتارها و دیگر قبایل، پذیرفت که به تموچین یاری رساند. آن‌ها قبل از اینکه متحدان مرکیت‌ها به یاریشان شتابند، در ۱۱۸۰ و ۱۱۸۱ به قلمروی آن‌ها تاخته و به سختی شکستشان دادند، به گونه‌ای که آن قبیله تا مرز انحلال رفت. بورته را نیز یافتند اما مشخص شد که از برادر کوچک‌تر یِهه چیلدو (که یسوکای هوئلون را از او دزدید) حامله است. فرزند بورته در ۱۱۸۲ م متولد شد؛ نامش را جوجی گذاشتند و تموچین او را پسر خود دانست، اما تردیدها دربارهٔ پدر واقعی جوجی هرگز از بین نرفت. نیز در جریان همین لشکرکشی بود که تموچین با دوست کودکی‌اش جاموقا دوباره ملاقات کرد. او که رهبر قبیله جاداراد بود، تموچین و طغرل را در جنگ علیه مرکیت‌ها همراهی کرد. بعد از پایان لشکرکشی، تموچین به اردوگاه جاموقا رفت و ۱۸ ماه آینده را با او سپری کرد. آن دو چنان صمیمی بودند که تاریخ سری مغولان مدعی است شب‌ها زیر یک لحاف می‌خوابیدند. بعد از این مدت، روابطشان تیره و راهشان جدا شد، هر چند چرایی آن مشخص نیست.

## تابع‌کردن مغولستان

### شورای مغولان
دلیل اختلاف میان تموچین و جاموقا هرچه که بود، آشکارا موضوعی حل‌نشدنی می‌نمود. محتمل‌ترین دلیل می‌تواند آن باشد که آن دو به یکدیگر به چشم دو رقیب برای رهبری قبایل مغول نگاه می‌کردند. تموچین به همراه خانواده و طرفدارانش شبانه اردوگاه جاموقا را ترک کردند. مدت کوتاهی بعد در ۱۱۸۶ م، همه قبیله‌های مغول، غیر از قبیله تایچویید، برای انتخاب رهبر خود شورایی فوق‌العاده تشکیل دادند. در این شورا، نظرات به دو دسته تقسیم می‌شد: جوان‌ترها از تموچین پشتیبانی می‌کردند، مسن‌ترها از جاموقا. محبوبیت تموچین به خصوص به این دلیل اوج گرفته بود که کوکوچو، یک شمن، اعلام کرده بود آسمان آبی ابدی جهان را برای تموچین آماده کرده‌است. نیز پیشنهاد او مبنی بر کنار گذاشتن اختلافات گذشته بر محبوبیتش افزود. بسیاری، از جمله نتیجه قابل خان و پسر قوتولا و حتی مونگلیک که سال‌ها قبل به او خیانت کرده بود، به تموچین پیوستند. نتیجتاً، تموچین به عنوان خان مغول‌ها یا حداقل خان قبیله بورجیگین انتخاب شد. ممکن است دلیل اصلی این انتخاب، آن بوده باشد که رهبران مغول تموچین را نسبت به جاموقا مدعی ضعیف‌تری یافته بودند.

### جنگ با جاموقا، شکست و سال‌های گمشده
در همان سال ۱۱۸۶ م بود که دومین پسر تموچین، اوگتای، متولد شد اما صلح را دوامی نبود. تایچار، برادر جاموقا، اسب‌های یکی از دوستان تموچین به نام جوچی دارمالا را دزدید و جوچی نیز به تلافی تایچار را کشت. جاموقا که احتمالاً منتظر فرصتی برای آغاز جنگ با تموچین بود، در اثر مرگ برادر خود به قبیله بورجیگین تاخت. شمار سپاهیان او که در منابع مغولی نوشته شده بی‌شک اغراق‌آمیز است اما می‌توان پذیرفت که قشون او ۳ به ۱ به لشکریان تموچین برتری عددی داشت. در سال ۱۱۸۷ جنگی در منطقه‌ای به نام دالان بالجوت درگرفت. جاموقا، با وجود تلفات زیاد، پیروز شد اما دشمن را تعقیب نکرد تا نابودش کند، در نتیجه تموچین گریخت.
آنچه بعد از این جنگ بر تموچین گذشت، مشخص نیست. منابع به سادگی از ۸ سال آینده زندگی او چشم‌پوشی کرده‌اند و روایت بعدی متعلق به سال ۱۱۹۵ م است. در تلاش برای پر کردن این حفره تاریخی، گروهی از مورخان حدس می‌زنند که تمام تاریخ‌های ذکر شده مربوط به سال‌های اولیه زندگی تموچین در تاریخ سری مغولان و آثار رشیدالدین همدانی باید اشتباه باشد و این اتفاقات در بازه زمانی بزرگ‌تری روی داده‌اند؛ در نتیجه ۸ سال گمشده، در واقع مدت بسیار کوتاه‌تری بوده‌است. گروهی دیگر معتقدند که او این ۸ سال را صرف ساخت دوباره سپاه خود کرده‌است. به عقیده فرانک مک‌لین تموچین این زمان را در انتظار فرصتی مناسب، در چین سپری کرده‌است. همچنین مدت کوتاهی بعد از شکست تموچین، طغرل را نیز از رهبری قبیله کریت خلع کردند.

### بازگشت به قدرت
در سال ۱۱۹۵ م، اختلاف میان سلسله کین و تاتارها بر سر تقسیم غنائم باعث جنگی میان آنان شد که چینی‌ها علی‌رغم پیروزی تلفات زیادی دادند. تضعیف سلسله کین باعث ناامن شدن مرزهای شمالیشان و شکست آن‌ها در نبردی با قبیله قنقرات شد. تموچین که این را فرصت مناسبی یافته بود، به امپراتور کین پیشنهاد داد که او و سربازانش جایگزین تاتارها شده و قبیله قنقرات را شکست دهند. امپراتور توجهی نکرد اما تموچین که نمی‌خواست فرصت را از دست دهد، به فرمانده مرزی چینی پیشنهاد مشابهی داد. او هم که شدیداً به کمک نیاز داشت، پیشنهاد تموچین را پذیرفت. سپاه مشترک کین و مغول در سال ۱۱۹۷ م به شمال تاخته و در راه با تاتارها درگیر شدند و به سختی شکستشان دادند. از این لشکرکشی غنائم بسیاری به تموچین رسید. ظاهراً طغرل هم در این لشکرکشی حضور داشت. چینی‌ها به او لقب اونگ‌خان را دادند که عنوانی والایی بود اما تموچین را «جاعوت قوری» خواندند که جایگاهی بسیار نازل‌تر به حساب می‌آمد.
حال تموچین می‌توانست احساس کند که انتقام پدر خود را از تاتارها گرفته‌است. نیز به اندازه کافی قدرتمند شده بود که به تنهایی علیه دشمنانش لشکر بکشد. در سال ۱۱۹۶ م با همکاری سبتای، مغز متفکر سپاهش که در آن سال‌های گمشده با او آشنا شده بود، به مرکیت‌ها تاخت و به سادگی پیروز شد. همچنین بیشتر غنائم را به طغرل بخشید تا قدرت خود را بازسازی کند زیرا او در برنامه‌های تموچین برای تابع‌کردن مغولستان نقش حیاتی داشت. به علاوه تموچین تلاش کرد میان طغرل و برادرانش صلح برقرار کند. طغرل که پس از این اتفاقات احساس می‌کرد جایگاهش مستحکم شده‌است، در ۱۱۹۸ م بدون مطلع‌کردن او به مرکیت‌ها تاخت و پیروز شد اما تموچین را در غنائم شریک نکرد. این یک بی‌احترامی بود ولی تموچین هنوز به طغرل نیاز داشت و نتیجتاً، احساساتش را بروز نداد.
بعد از پیروزی‌های تموچین و طغرل، روبرو شدن آنان با نایمان‌ها اجتناب‌ناپذیر می‌نمود. در این زمان، نایمان‌ها به دلیل اختلافات داخلی میان تایانک خان و بویروق خان، دو پسر اینانچ خان، تضعیف شده بودند. در همین خلال، تموچین و طغرل با جاموقا خان صلح کردند و مقرر شد آن سه قشون متحدی را به جنگ نایمان‌ها بفرستند اما در عمل، جاموقا خان سپاهی ارسال نکرد. علی‌رغم این، تموچین و طغرل به بویروق خان تاختند و او را شکست دادند. بعد از این فتوحات، تموچین و طغرل در راه بازگشت با شبیخون سپاه تازه‌نفس نایمان‌ها مواجه شدند. جنگ سختی رخ داد و با تاریکی هوا، دو طرف پذیرفتند که ادامه نبرد را به روز بعد مکول کنند. هنوز خورشید طلوع نکرده بود که تموچین خبردار شد طغرل با مردانش از میدان نبرد گریخته‌است.
طغرل پیش‌بینی می‌کرد که در نبود کریت‌ها، نایمان‌ها مغولان را چون طعمه‌ای شکار خواهند کرد و دست از تعقیب او برمی‌دارند. اما در عمل، آن‌ها تموچین و لشکرش را رها کرده و دنبال طغرل به راه افتادند. کریت‌ها محاصره شده و به سختی شکست خوردند. حداقل نیمی از همراهیان طغرل اسیر و کشته شدند؛ از جمله کشته‌شدگان عروس و نوه‌های طغرل بودند. طغرل، تشنه انتقام، از جاموقا خان درخواست کمک کرد اما او دست رد به سینه‌اش زد. سپس از تموچین طلب یاری کرد و برخلاف انتظارش، تموچین پذیرفت سپاهی برای کمک بفرستد. احتمالاً تموچین تصور می‌کرد در صورت نابودی کامل کریت‌ها، دیگر نایمان‌ها دست‌نیافتنی خواهند شد. قشون متحد مغول و کریت به نایمان‌ها تاخت و به پیروزی بزرگی رسید. در این جنگ قصار دشمن شکست‌خورده در حال فرار را تعقیب و تلفات سنگینی بر آن‌ها تحمیل کرد.

### اتحادها علیه تموچین
بعد از این جنگ، طغرل و تموچین شورایی تشکیل دادند تا برای قدم بعدی مشورت کنند. آن‌ها بدین نتیجه رسیدند که نابود کردن باقی‌مانده مرکیت‌ها و شکست‌دادن قبیله تایچویید — که در این زمان با جاموقا خان متحد شده بودند — بیشترین اولویت را دارد. تردیدهای آنان زمانی‌که جاسوسان خبر از اتحاد تایچویید–مرکیت آوردند از بین رفت. در سال ۱۲۰۰ م جنگی درگرفت و تموچین نیروهای متحد را در کرانه رود انون شکست داد. او هزاران زن و کودک را به اسیری گرفت اما از پیروزی خود رضایت کافی نداشت. همچنین دشمنی قدیمی‌اش، تارگوتای، نیز در میان اسرای جنگ بود که تموچین دستور داد او را از وسط نصف کنند. در همین خلال بود که اخبار کودتا علیه طغرل توسط برادرش که توسط نایمان‌ها پشتیبانی می‌شد، به تموچین رسید.
دیگر دشمنان نیز فرصت را از دست ندادند. آنان که فتوحات تموچین را تهدیدی برای نظم سنتی قدرت در مغولستان می‌دیدند، در نزدیکی رود آرگون جمع شده و جاموقا را «گور خان» (به معنای حاکم جهان) اعلام کردند. ۱۶ قبیله که تا این زمان همیشه دشمن یکدیگر بودند — از جمله ۳ قبیله تایچویید، ۳ قبیله تاتار، ۲ قبیله نایمان، مرکیت و قنقرات — به او سوگند وفاداری خوردند. در این زمان ابعاد درگیری‌ها نه به اختلافات قبیله‌ای، که به یک جنگ داخلی در مغولستان می‌مانست. اما در بین متحدان هم کسانی متمایل به تموچین بودند، از جمله دای سچن پدرزن او. دای سچن که مجبور بود بین خانواده و وفاداری به قبیله یکی را انتخاب کند، در نهایت تصمیم گرفت به تموچین بپیوندد.
متحدان قصد حمله‌ای غافل‌گیرکننده داشتند اما با تصمیم دای سچن دیگر این فرصت را از دست داده بودند. تموچین نیز از اتحاد مطلع شد، به طغرل که در منچوری سرگردان بود خبر داد که با هرچه در توان دارد خود را به میدان جنگ برساند. جاموقا خان که نمی‌خواست زمان را بیش از این از دست بدهد، قبل از رسیدن همه متحدانش و تنها با همراهی نیروهای خود و تایچوییدها، به تموچین تاخت اما در راه درگیر بوران شد. تموچین و طغرل که به تازگی خود را رسانده بود، به او شبیخون زدند و پیروزی آسانی کسب کردند. تموچین با تیری سمّی که به گردنش اصابت کرده بود، زخمی شد. جراحت عمیق بود و سم در بدنش نفوذ کرده بود. گویند تا نزدیکی مرگ رفت و هوشیاری‌اش را از دست داد، اما جلمه، یکی از نزدیک‌ترین دوستان و سردارانش، خود را به او رساند و با مکیدن زخم، سم را از بدنش خارج کرد و جانش را نجات داد.

### کشتار تاتارها
جاموقا خان که متحدانش در سراسر مغولستان پراکنده شده بودند سال ۱۲۰۲ م را صرف بازسازی قدرت خود کرد. طغرل نیز مشغول سرکوب بازمانده‌های قبایل مرکیت بود.همزمان با اینان، تموچین قصد داشت به تاتارها بتازد و همه مردان بزرگسال آن قبایل را نابود کند. او شورایی سری تشکیل داد و موضوع را با آنها در میان گذاشت،
اما بلگوتی برای فخرفروشی نزد دوستانش مبنی بر اینکه این نقشه او بوده‌است، خبر را به بیرون درز داد و به گوش تاتارها رسید. قشون تموچین با تاتارها درگیر شد و آنان را در نزدیکی رود خلخا در شرق مغولستان محاصره کرد. نبرد خونینی درگرفت و تموچین پیروز شد. پس از جنگ، او دستور داد همه تاتارهای مذکر را به صف کنند اما آنان که می‌دانست قصد او چیست، به سختی مقاومت کردند و در طول کشتار، سپاه تموچین تلفات بسیار محتمل شد. او بعد از این اتفاق بلگوتی را مجازت نکرد اما صریحاً به او گفت که دیگر جایی در شورای سری ندارد. نیز تموچین قبل از آغاز حمله نهایی دستور داده بود که غنائم بعد از پایان جنگ به صورت منصفانه تقسیم خواهد شد و کسی نباید شخصاً غنیمت‌ها را تصاحب کند اما التان و قوچار، دو تن از نزدیکانش سرپیچی کرده بودند. در نتیجه تموچین آنان را از غنائم محروم کرد. آنان نیز در جواب اردوی تموچین را ترک کرده و به جاموقا خان پیوستند. تموچین که از این اتفاق دلگیر شده بود، با ییسوی و یسوگن، دو خاتون تاتار، را برای فراموشی آن به زنی گرفت.

### جدایی از طغرل
در زمستان ۱۲۰۲ و ۱۲۰۳ م تموچین و طغرل دوباره با ائتلافی به رهبری نایمان‌ها درگیر شدند. بویروق خان عناصر مخالف تموچین در مغولستان را گرد خود جمع کرده بود. اینان شامل تاتارها و مرکیت‌های باقی مانده و نیز جاموقا خان، التان، قوچار و حتی قصار برادر تموچین. قصار که هیچ‌گاه وفاداری کاملی نسبت به برادر بزرگ خود نشان نداده بود، در جریان کشتار تاتار از دستور تموچین مبنی بر قتل‌عام ۱٬۰۰۰ سرپیچی کرده بود زیرا همسرش یک تاتار بود و حالا خود را در اردوی دشمنان تموچین می‌یافت.
در اواخر ۱۲۰۲ یا اوایل ۱۲۰۳ م، طغرل در جنگل سیاه در کرانه رود تولا، تموچین را رسماً پسر و جانشین خود اعلام کرد. مدتی بعد از این مراسم، آنان با گروهی از نایمان‌ها روبرو شدند و در نبردی که هر دو لشکر تلفات زیادی دادند، به پیروزی رسیدند. مدتی بعد از این نبرد، تموچین چائور بکی، دختر طغرل، را برای پسر خود جوجی خواستگاری کرد اما جواب رد شنید. احتمالاً تموچین قصد امتحان میزان تابعیت طغرل را داشته‌است. این همزمان بود با روابط سری میان پسر طغرل، ایلخا، با جاموقا خان. ایلخا که نمی‌خواست محروم‌شدن از جانشینی پدرش را بپذیرد، با همراهی جاموقا، قصار و دیگر دشمنان تموچین وارد اردوگاه طغرل — که تنها ۲ ساعت با کمپ تموچین فاصله داشت — شد و از پدرش خواست که در تصمیم خود صرف‌نظر کند. جاموقا با صحبت از عدم ثبات‌رای تموچین، طغرل را قانع کرد که به متحدان بپیوندد. او نیز بعد از این دیدار اعلام کرد که نظرش دربارهٔ پیشنهاد ازدواج دخترش با جوجی تغییر کرده‌است و تموچین را برای ضیافتی دعوت کرد؛ آنان قصد داشتند او را در این ضیافت به قتل برسانند.
تموچین ابتدا تصمیم گرفت به آن ضیافت برود اما قبل از آن، با مونگلیک که به تازگی هوئلون، مادر تموچین، را به زنی گرفته بود دیدار کرد. مونگلیک به او گفت که این دعوت مشکوک به نظر می‌رسد. در نتیجه، تموچین تصمیم گرفت دو تن از نزدیکانش را به جای خود بفرستد. به زودی دو تن از گله‌داران تموچین برایش خبر آوردند که ایلخا برای شبیخون به اردوگاه مغول‌ها آماده می‌شود. با توجه به برتری عددی نیروهای طغرل، تموچین جنگیدن را چاره مناسبی نیافت و با نیروهایش به سمت مرزهای چین عقب‌نشینی کرد و طغرل نیز تصمیم به تعقیب او گرفت. نهایتاً در نزدیکی مرز منچوری دو لشکر با یکدیگر درگیر شدند و پیروزی با کریت‌ها بود. تنها زخمی‌شدن ایلخا در طول نبرد بود که به تموچین فرصت عقب‌نشینی داد. طغرل ابتدا قصد داشت تموچین را تعقیب کند اما جاموقا خان به او اطمینان داد که مغول‌ها تضعیف شده‌اند و شکست کامل آن‌ها در هر زمان دیگر ممکن است، لذا طغرل باید به وضعیت پسر زخمی‌اش رسیدگی کند. طغرل نیز این توصیه را پذیرفت.
تموچین علاوه بر تلفاتی که متحمل شده بود، تعدادی از نزدیکانش، از جمله پسر ۱۷ ساله‌اش اوگتای، را در طول جنگ گم کرده بود. با روشن‌شدن هوا، مشخص شد اوگتای به سختی زخمی شده‌است، اما با کمک طبیبانِ تموچین جان سالم به در برد. تموچین قشون خود را به سوی دریاچه بویر در قلمروی قبیله قنقرات هدایت کرد. علی‌رغم اینکه تنها ۲٬۶۰۰ نفر نیرو داشت، آن قبیله پذیرفت که با او متحد شود. تموچین تابستان ۱۲۰۳ م را نزدیکی دریاچه هولون اردو زد و آنجا نامه‌هایی به دشمنانش فرستاد. به التان و قوچار نوشت که اگر به عنوان جاسوسش نزدیک طغرل بمانند، از جانشان خواهد گذاشت. جاموقا خان را بابت حسادت و خیانت در حق اندایش سرزنش کرد و نامه‌اش به ایلخا لحنی «غم‌انگیز» داشت. طولانی‌ترین نامه سهم طغرل بود؛ به او نوشت که بالاترین عهدها را شکسته و با خیانت جواب الطاف او را داده‌است. ایلخا از جانب پدرش جواب داد که پاسخ را در میدان نبرد خواهد گرفت. همزمان تموچین در حال شکل‌دهی اتحادهای جدیدی بود. او علاوه بر قنقرات، با اکیرها، نیرون‌ها و مرکیت‌ها متحد شد. تموچین سپس راهی جنوب شرق مغولستان شد، جایی که آب و غذای کافی در دسترس او و یارانش نبود. همان‌جا بود که یکی از معروف‌ترین اتفاقات زندگی او، هم‌قسم شدن ۱۹ نفر از فرماندهان قشونش برای شکست‌دادن کریت‌ها، اتفاق افتاد.
مدتی بعد تموچین خبری دریافت کرد مبنی بر اختلاف میان کریت‌ها؛ جاموقا، التان، قوچار، قصار و داریتای برای برکناری طغرل توطئه‌ای به کار بستند اما موفق نشدند و از سر اجبار گریختند. جاموقا، التان و قوچار خود را نزد نایمان‌ها رساندند اما قصار و داریتای تصمیم گرفتند به تموچین بپیوندند. تموچین برادر خود را مجبور کرد نامه‌ای به طغرل بنویسد و ضمن ابراز ندامت، به او خبر دهد که سپاه مغول‌ها تضعیف و پراکند شده‌است. طغرل که با این خبر و احتمالاً اطلاعات جاسوس‌های خودش آسوده‌خاطر شده بود، در کرانه رود تولا در جنگ سیاه اردو زد. اندکی بعد (بهار ۱۲۰۴ م)، تموچین به او شبیخون زد. نبرد سه روز ادامه پیدا کرد و در روز سوم، یکی از سرداران تموچین چادر طغرل را تصرف کرد. او گریخت اما در راه توسط گروهی از نایمان‌ها که نمی‌شناختندش، به قتل رسید. آنان سر او را بریده و نزد خان خود بردند و خان مذکور نیز به نشانه احترام برای هم‌رزمی دلیر، سر طغرل را بالای تخت خود نصب کرد. ایلخا ابتدا به شمال شرق تبت و نهایتاً به قلمروی اویغورها فرار کرد و مدتی بعد توسط یک امیر محلی به قتل رسید. تموچین با وجود شکست‌دادن کریت‌ها، دستوری برای قتل عامشان صادر نکرد. او گروهی از یاران طغرل را در سپاه خود پذیرفت و نیز اعلام کرد زان پس مغول‌ها و کریت‌ها یک ملت هستند.

### نبرد با نایمان‌ها
با نابودی کریت‌ها، تنها مانع باقی مانده بر سر تابعیت مغولستان از تموچین، نایمان‌ها بودند. تایانک خان که از قدرت‌گیری تموچین بیم‌ناک شده بود، در سال ۱۲۰۴ م ائتلافی تشکیل داد تا با مغول‌ها روبرو شود. تایانک امید داشت با قبیله انگوت که بیش از ۴٬۰۰۰ خانوار آن را تشکیل می‌دادند متحد شود زیرا هر دو قبیله ترک و مسیحی نسطوری بودند، اما انگوت‌ها با مغولان متحد شدند و رهبرشان، الأقوش پیگیث قوری، یک اشراف‌زاده مغول را برای پسر خود به زنی گرفته بود. در همین عهد بود که تموچین قشونش را به دسته‌های ده، صد و هزار نفری تقسیم کرد. نیز پیام معروف خود به قبایل مغولستان مبنی بر اینکه «اطاعت کنید یا بمیرید» را به آن‌ها فرستاد. تموچین برای جنگ پیش‌رو شورایی تشکیل داد و قرار شد جبه و قوبلای را زودتر از سپاه اصلی روانه کند. تا پایان ژوئن مغول‌ها ۷۰۰ مایل در قلمروی نایمان پیشروی کرده بودند. اولین نبرد در غرب رود کوداسین اتفاق افتاد و تایانک شخصاً نایمان‌ها را رهبری می‌کرد. تا زمان غروب مغول‌ها عقب‌نشینی کرده بودند. تموچین به مردانش دستور داد هر کدام آتشی روشن کند تا تعدادشان بیشتر به نظر رسد و نایمان‌ها اشتباه برداشت کنند که نیروی کمکی رسیده‌است و دنبالشان نکنند. باقی تابستان به تعقیب و گریز سپری شد و نهایتاً، در نزدیکی کوه نقو، نبردی درگرفت. نایمان‌ها سرسختانه جنگیدند اما جاموقا در میدان نبرد پشت آنان را خالی کرده و از معرکه گریخت که ضربه سختی برایشان بود. تا غروب شکست آن‌ها قطعی شده بود و مشغول عقب‌نشینی بودند. تایانک خان زخمی شده بود و تا طلوع خورشید مرد. یکی از سرداران نایمان آخرین یورش موج انسانی را رهبری کرد و به همراه همه همراهانش کشته شد و پس از آن نبرد به پایان رسید. این بار نیز تموچین دستور به کشتار بازماندگان نداد و آنان را وارد سپاه خود کرد. نیز همسر گربسو (مادر یا همسر تایانک خان) را به زنی گرفت. همچنین تاتاتونگا، یکی از کاتبان تایانک خان، را به خدمت گرفت و مسئول آموزش کودکانش کرد. این مرد در تبدیل شدن خط اویغور به خط رسمی امپراتوری مغول اثر به سزایی گذاشت.

### سرنوشت جاموقا خان
سپس تموچین توجه خود را به کسانی که نایمان‌ها را کمک کرده بودند، جلب کرد. او التان، قوچار و داریتای را اسیر و سپس اعدام کرد. بعد از آن، دسته‌هایی به دنبال جاموقا که به تعدادی از مردانش متواری بود، فرستاد. در آخر، بعد از گذشت حدود یک سال، یاران جاموقا برای به دست آوردن جایزه‌ای که برای او تعیین شده بود، وی را دستگیر کرده و مغول‌ها تحویل دادند. تموچین تحویل‌دهندگان را به جرم خیانت به قتل رساند، در مورد جاموقا، تاریخ سری مغولان مدعی است تموچین به او وعده تقسیم دولتش را داد اما جاموقا با ذکر اینکه «در آسمان دو خورشید و در زمین دو خان نمی‌تواند وجود داشته باشد» آن را رد کرد و خواستار مرگ خود شد. به عقیده مک‌لین، نویسندگان تاریخ سری احتمالاً در روایت این واقعه، نام گویندگان را جابه‌جا کرده‌اند و جاموقا طالب تقسیم ممالک تموچین فتح شده‌است. همو با بررسی رفتار جاموقا در جنگ‌ها و بی‌میلی او از روبرو شدن با تموچین در میدان نبرد، معتقد است شاید تموچین و جاموقا تظاهر به دشمنی می‌کردند و تموچین در عملی خیانت‌آمیز، متحد خود را به اعدام محکوم کرده‌است. به هر روی تموچین که نمی‌خواست خون اندای خود را بریزد، یکی از مردانش را مأمور این کار کرد و او نیز جاموقا را با قطعه‌قطعه‌کردن به قتل رساند.

## قورولتای
تموچین هنوز میان مرکیت‌ها و نایمان‌ها مخالفانی داشت و اینان هنوز به مقاومت ادامه می‌دادند. نیز قبایل جنگل را تابع خویش نکرده بود؛ اما به هر روی تا سال ۱۲۰۵ م به حاکم فلات مغولستان تبدیل شده بود. برای تثبیت رسمی جایگاه خود مقدمات تشکیل یک قورولتای در سال آینده را فراهم کرد. مکان دقیق تشکیل این قورولتای مشخص نیست اما قطع به یقین در نزدیکی بورخان خالدون، کوه مقدس مغول‌ها که گرگ خاکستری-آبی و گوزن زرد با یکدیگر آمیزش داشتند و باتاچی‌خان – جد مغول‌ها – را به وجود آوردند، اتفاق افتاده‌است. منبع معتبری که نام همه حاضران را روایت کرده باشد وجود ندارد اما تاریخ سری فهرست مفصلی از افرادی که بعد از پایان قورولتای به مناصب مهم نظامی برداشته شدند گزارش کرده‌است. بدین ترتیب می‌تواند محتمل باشد که نمایندگان تمامی قبایل تازه‌تابع‌شده حاضر بوده‌اند.
در طول قورولتای، اولین مراسمی که اجرا شد، به اهتزاز درآوردن ۹ بیرق سفید جنگی تموچین بود. این عملی نمادین بود؛ رنگ سفید، احتمالاً تحت تأثیر دین مانی، نزد عشایر مغولستان فرخنده‌ترین رنگ به حساب می‌آمد. نیز ۹ عددی بود که در سنت‌های بومی منطقه با قدرت‌های جادویی و خوش‌شانسی پیوند داشت. مطابق روایت رشیدالدین، سپس قورولتای تصمیم گرفت به تموچین لقب «چنگیز خان» اعطا کند. به‌طور معمول گفته می‌شود چنگیز خان در لغت به معنای «فرمانروای اقیانوسی» است، بدان منظور که دارنده آن لقب مدعی حاکمیت بر تمام جهان است. مطابق روایات، تب تنکری، شمن اعظم، به صورت عمومی این لقب را بر تموچین نهاد. سپس، چنگیز خان برای پیروانش – که از اقوام مختلفی بودند اما زان پس جملگی «مغول» نامیده شدند – سخنرانی و از آنان برای یاری و وفاداری‌شان تشکر کرد.

## ساختار نظامی
چنگیز خان برای این که سربازانش به او و ملت وفادار بمانند، کوشید تا قدرت قبایل را کم کند. او برای وحدت قبائل، واحدهای نظامی تشکیل داد که مردانی از قبایل متعدد در یک واحد قرار می‌گرفتند و فرماندهی جدا داشتند. او سپاه را به لشکرهای به نام تومان تقسیم کرد و هر تومان را به دسته‌های کوچکتر از آن تقسیم کرد. هریک از فرماندهان باید سالی یک بار به خدمت چنگیز خان بروند و تا ضمن کسب دستورها لازم وفاداری خود را ابراز کنند. «که از یکی از اصول یاسا است» لشکریان به قلب سپاه و میمنه و میسره تقسیم نمود و معمولاً فرماندهان لشکر در قلب سپاه می‌ایستادند. سردار هر لشکر را اورخان می‌گفتند که از اصلی‌ترین آنان جبه نویان و سوبوتای بهادر است. «بهادر در مغولی و ترکی به معنای پهلوان، قهرمان، یل است. نویان یا نوین به معنای حاکم و فرمانده، سردار و ارباب است.» مردان مجاز نبودند واحدهایی که به حضور در آن‌ها انتخاب شدند را ترک کنند، سزای ترک واحد مرگ بود و هر کس که به آن‌ها پناه می‌داد را مجازات سخت کنند. به همین دلیل، خانوادهٔ آن مردان که همراه آن‌ها در سفر بودند، اشراف نظامی جدید که به وسیلهٔ این ساختار قدرت به وجود آمدند، موقعیت خود را مدیون فرمانروا و به او مدیون بودند. این امرها باعث شده بود که مغولان ارتش شایسته‌ای داشته باشند و همچنین سنت نظامی و ساختار اجتماعی مغولان را تغییر دهد. پزشکان، کاهنان و مدیران از خدمت نظام معاف بودند. در سال ۱۲۰۶ آن‌ها نود و پنج تن بودند که این مردان تحت فرمان افسران (تومان) بودند. سربازان چنگیز چنان تعلیم دیده بودند که امرها را فوراً به صورت یک واحد هماهنگ اجرا کنند. انضباط سربازان مغول با تدابیر جنگی، عامل غلبه آنان بر دشمن می‌شد.
چنگیز خان با بازسازی ارتش خود برتری کامل نسبت به بقیهٔ ارتش‌های عصر خود داد او برای توسعهٔ ارتش یک شیوهٔ سربازی برای همهٔ افراد از کوچک‌ترین تا بزرگ‌ترین سرباز معمول ساخت. مأمورانی مسئول تدارک اردوها هستند که موسوم جورچی بودند، این افراد عهده‌دار تهیه و توزیع ملزومات بودند و سلاح‌ها و ملزومات دیگر را در میان مردان توزیع می‌کردند. اردو به زبان ترکی کهن، معنی درگاه، اقامتگاه، کاخ و خرگاه شاهانه بوده‌است. معنای درگاه و پایتخت و بارگاه هم یافته، در زبان ترکی جنوب غربی معنای چادرهای نظامی و بعد سپاه و لشکر نیز یافته‌است. ایلچی در لغت به معنی صلح گر و صلح ساز و غیره است و در اصطلاح معنی رسول، قاصد، سفیر و غیره یافته که با یلواج واژهٔ دیگر ترک هم معناست. حشر به معنای لشکر نامنظم یا لشکری که فقط از ولایت‌ها رجال جنگ جمع کنند. در عهد مغول حشر لشکری را گویند که مغول بعد از فتح ولایتی از اهالی بومی آنجا جمع می‌کرده‌اند. چنگیز واحدهایی را به محافظان شخصی خویش یا کشیک کار گرفت. به سنه ۱۲۰۶ چنگیز عده‌ای از مغولان را به نام قراولان اختیار کرده و به آن کشیکچی گفتند که هشتاد نفر جهت کشیک شب و هفتاد نفر جهت کشیک روز. اما به صورت نیروهای ده هزار نفری درآمد. به کشیک امتیازات خاصی داده می‌شد، که آنان از رتبه بالاتر از رتبهٔ فرماندهان نظامی برخوردار شدند. بعضی از این مردان از برادران و پسران فرماندهان نظامی انتخاب می‌شدند. چون افراد کشیک ثابت کردند که سربازانی کاملاً وفادار بودند، بعدها حاکمان امپراتوری از میان آنان انتخاب می‌شدند.
غیر از قراولان عده‌ای ده هزارنفری را به نام بهادر داشت که این بهادران در جنگ‌ها پیش‌قراول لشکر وی محسوب می‌شدند. اکثر سرداران چنگیز از قراولان خاص بودند و چون چنگیز ایشان را خوب می‌شناخت و مدت‌ها به احکام سخت آزموده بود، سرداری قسمت‌های لشکری وی را کسانی داشته که غیر فرمان خان امر دیگری اطاعت نکنند و سربازان زیردست ایشان مطیع محض و همهٔ آلت اجرای فرمان چنگیز بودند. اشراف لشکری مشهورتَر خان بودند و ایشان از پرداخت مالیات معاف، در جنگ‌ها غنیمت گرفته به ایشان می‌رسید و در دربار بی‌اذن و اجازه وارد و در جشن‌ها مقامی شایسته داشتند.
چنگیز خان لشکریان خویش را فقیر و نیازمند نگه می‌داشت تا به غلبه ناچار شوند. رسم چنگیز در لشکرکشی این بود، که قسمت بنه جلوتر و در مواقع خطر عقب حرکت می‌داد تا هنگام تاخت و تاز آنان صدمه نبینند؛ و چو عرصهٔ ممالک وسعت یافت، تجار و لشکریان و ایلچیان دائماً در حال رفت‌وآمد بودند و چنگیز در سراسر راه‌ها منازلی به نام یام درست کرد تا در آنان لوازم مسافران و لشکریان حاضر داشته باشند و مخارج آن‌ها را تومان‌ها «که هرد و تومان یک یام» دهند؛ و هر ساله بام‌ها را تفتیش کرده و نواقص آن‌ها را دفع می‌نمودند. در این ایستگاه‌ها اسبانی تازه‌نفس بود و هر گاه قاصد به اسبی تازه می‌خواستند نزدیک‌ترین اسب بدون توجه که مال کیست به دستور خان می‌بایست در اختیارشان می‌دادند. از این رو نامه‌هایی که طی هفته‌ها به مقصد می‌رسید، طی چند روزبه طول می‌انجامید. در موقع جنگ این سواران برای رساندن اطلاعات فرماندهی به فرمانده دیگر مسافت زیادی را می‌پیمودند، چون جبهه‌های جنگ غالباً گسترده بود؛ و در نتیجه واحدها با هم ارتباط داشتند. این شیوه، خان را قادر به نظارت بر سپاه گسترده اش می‌کرد؛ و مغولان نسبت به دشمنان، کسانی که درایجاد هماهنگی بین سپاه عظیم خویش دشواری داشتند، برتری واضحی می‌بخشید.
چنگیزخان موقعی که می‌خواست شهری را تسخیر کند یا شاهی را به اطاعت خویش خواند، نخست ایلچیان می‌فرستاد و اگر ایل نمی‌شد دفع وی به جنگ لازم بود. موقعی که چنگیز به شهری می‌رسید اگر اهل آن پیش کش آورده و استقبال کنند، چنگیز متعرض شهر ایشان نمی‌شد و از طرف خویش باسقاق «شحنه و امیر» بر آنجا می‌گماشت و حکمی به نام یرلیغ به امیر شهر می‌داد تا دیگر کسی متعرض نشود. اگر اهل شهر یاغی‌گری اختیار کنند، حکم قتل خانواده و ویرانی شهر صادر می‌شد، که نخست مردم را به خارج شهر برده و پیشه‌وران را جدا با حشم برده و جماعتی را حشر اختیار کرده و الباقی از دم شمشیر می‌گذراندند.
چنگیز از پسران خویش استفاده می‌برد. از بورته جوچی را داشت که از وی در کار صید استفاده می‌کرد. سه پسر بعد جغتای در سیاست و تنفیذ یاسا، اکتای به رایزنی و تدبیر ملک و تولوی را به ترتیب لشکر و تجهیز سپاه است امر داده بود. پس از آن که قبایل مغول تحت فرمان چنگیز درآمدند، همهٔ لشکر را بر این چهار پسر بخش کرد، پسران خردمندتر و برادران و خویشان را از لشکر نصیب داد. چنگیز همواره فرزندان و برادران را به دوستی تشویق می‌کرد.
چنگیز خان دوست داشت از عامل غافلگیری در نبرد استفاده کند و در لشکرکشی‌هایش به ندرت نقشه‌های قبل را تکرار می‌کرد؛ که این امر پی بردن تدابیر وی را برای دشمن سخت می‌ساخت. گاه سربازان وی به ظاهر عقب‌نشینی می‌کردند ولی به یکباره با اسبان تازه‌نفس حمله می‌کردند. غالباً سواره نظام سبک اسلحه دشمن را سردرگم می‌کردند و در حالی که واحدهای دیگر مغول از همه طرف برای حمله به دشمن نزدیک می‌شدند. همچنین چنگیز برای آماده‌سازی ارتش برای جنگ، فنون مورد استفاده در شکار را با بازی‌های جنگی تخصصی ترکیب کرد.
چنگیز خان روزی پسران را گرد آورد یک تیر از کیش برکشید و بشکست. دو عدد کرد و بشکست. تا چند عدد شد و نتوانست، روی به پسران کرد و گفتا: مثل شما اید. گر مادام شما برادران یار یکدیگر باشید، دیگران هرچه قوی باشند شما نتوان شکست داد. گر مدیانتان سرور نباشد و برادران فرمان‌بر نباشند، مانند مار چند سر می‌شوید ولی ماریک سر دنبال بسیار داشت.

## فتح جهان

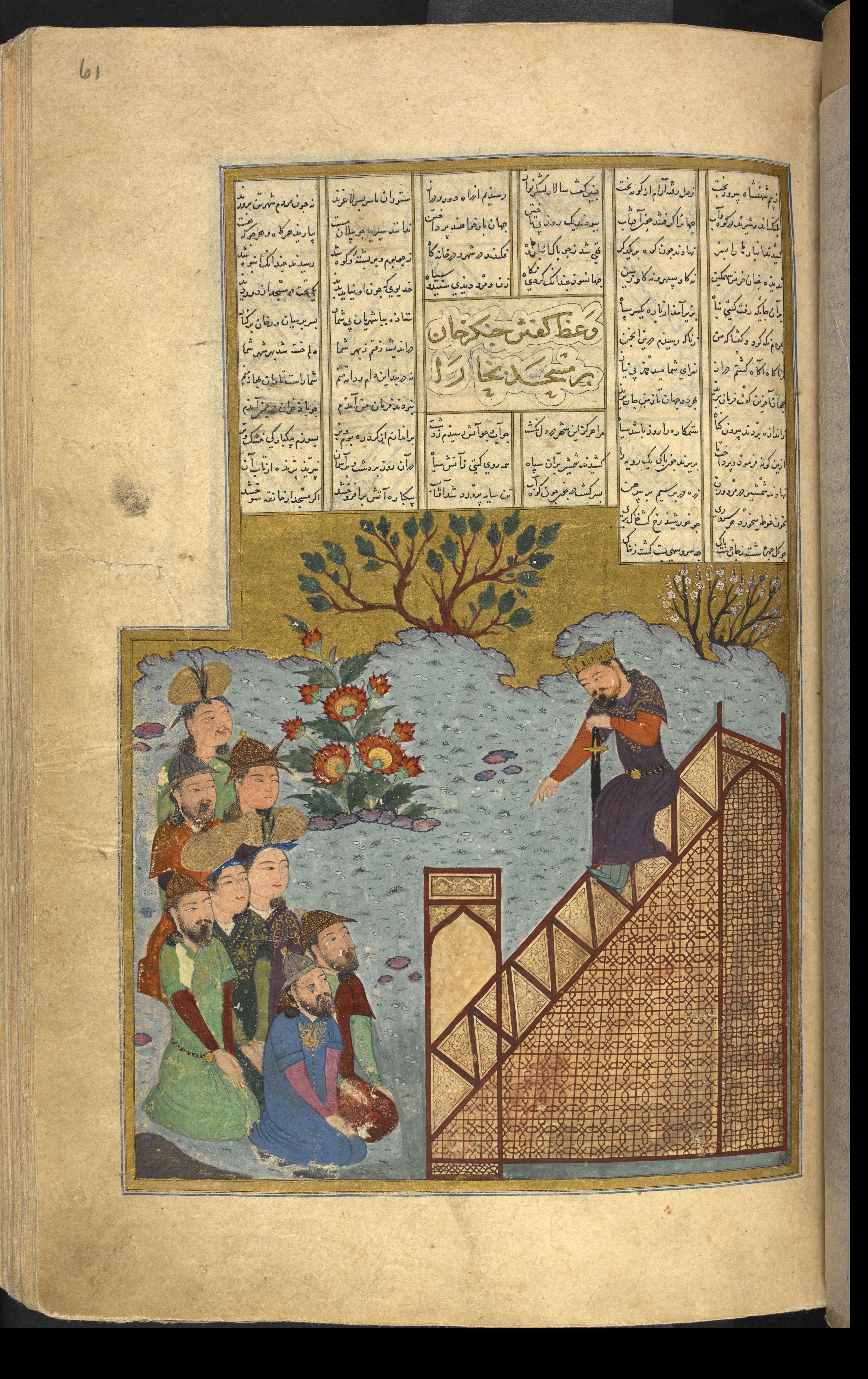
سخنرانی چنگیز خان برای اهل بخارا بر منبر مسجد این شهر. برگی از شهنشاه‌نامه، سروده احمد تبریزی. چنگیز خان در این خطابه خودش را عذابی از سوی پروردگار، به‌دلیل گناهان بزرگ مردم معرفی می‌کند.

یورش مغولان به ایران در سال ۶۱۶ق/۱۲۱۸م آغاز گردید. ادوارد تلر در خاطراتش در مورد حمله چنگیزخان مغول به ایران دوره خوارزمشاهی می‌نویسد:
یک نمونه مهم در تاریخ، جنگ‌های چنگیزخان مغول، و به ویژه تخریب سرزمین‌های پارسی است. بیش از نصف جمعیت سرزمین تسخیر شده نابود گردید، و پارس، که همان ایران امروزیست، هرگز جلال و ابهت پیشین خود را دیگر بازنیافت.»
در حملهٔ چنگیز به ایران، محمد خوارزمشاه که تاب مقاومت نداشت به جزیرهٔ آبسکون (واقع در دریای خزر) می‌گریزد و همان‌جا می‌میرد. پسر شجاع او، جلال الدین، در برابر هجوم مغولان ایستادگی می‌کند. چنگیزخان هم در وصف جلال الدین به فرزندان و سپاهیان خود می‌گوید: «از پدر چنین پسر باید».
حمله چنگیزخان مغول چنان وحشتناک و بیرحمانه بود که خیابان‌های نیشابور «که مهد علم و دانش و نوآوری آن زمان بود، تبدیل به جویبارهای خون گردید، و از سرهای بریده مردان و زنان و کودکان هرمهایی ساخته شد، و حتی به سگ‌ها و گربه‌های شهر نیز رحم نکردند.» از اینروست که تاریخ‌نگار دیگری می‌نویسد:
شکی نیست که نابودی و ویرانی که در حین خیزش دولت مغول در ایران بوقوع پیوست، و قتل‌عام وسیعی که در آن زمان رخ داد، در هزار سال هم ترمیم نخواهد گشت، حتی اگر فاجعه دیگری نیز بوقوع نپیوندد.»

## روابط خانوادگی
او فرزندان بسیاری از همسران متعدد خود داشت اما مهم‌ترین آن‌ها چهار پسر با نام‌های جوجی‌خان، جغتای‌خان، اوگتای‌خان، تولی‌خان، از اولین همسرش (که در سنت مغولی مهم‌ترین و بزرگ‌ترین همسران می‌باشد) بودند. چنگیزخان همچنین زن‌های بسیار داشت ولی مشهورترین ایشان پنج تن بودند، (بورته فوجین، کنجاخاتون، جاکمبو، دختر تایر اورسون و دختر تایانگ‌خان). چنگیز تمام ممالک مفتوحه را بین پسران و برادرش تقسیم نمود، کار صید و شکار را که در میان مغولان کاری شگرف و پسندیده بود به پسر بزرگش جوجی سپرد. تنفیذ یاسا و یارغو یعنی قضاوت و دادگستری و کیفر گناهکاران را به جغتای داد و امور سپاه را به تولی تفویض کرد و اوکتای را به جانشینی برگزید. بعد از آنکه حدود مملکت وسعت یافت برادرش اوتچکین را به ملک چین فرستاد.

### پسران چنگیزخان
چنگیزخان چهار پسر داشت.
- جوجی‌خان پسر ارشد چنگیزخان بود که پیش از فوت پدر درگذشت.
- جغتای‌خان پسر دوم چنگیزخان بود که چنگیز پس از بازگشت از جنگ خوارزمشاه حکومت ماوراءالنهر و خوارزم و شهرهای ایغور و کاشغر و بلخ و بدخشان و غزنین تا حدود سند را به جغتای سپرد.
- اوگتای‌خان بعد از مرگ چنگیزخان به جای پدر امور رهبری امپراتوری مغول را در دست گرفت.
- تولی‌خان پسر چهارم چنگیزخان از برادران خود جوجی و جغتای و اوگتای کوچک‌تر بود. چنگیز در اوایل میل داشت که او را به جانشینی تعیین کند اما بعد از آن نظر وی تغییر کرد و گفت که منصب لشکرکشی و ضبط یورت و حفظ خزانه بر تو مناسبتر است.

## قوانین چنگیزی
شورایی در حدود سال ۱۲۰۶ میلادی تشکیل شد در این شورا تموچین لقب چنگیز خان را دریافت کرد و به عنوان فرمانروای امپراتوری کل آسیا انتخاب شد. بر طبق اعتقادات مذهبی چادرنشینان این اقدامات چنگیز و کسب قدرت وسیع وی از طرف قدرتی آسمانی می‌باشد. با این وجود در این دوران هیچ‌کس به جز چنگیز توانایی یکپارچه ساختن و کنترل این قبایل سرکش را که تاکنون به هیچ فرمانی اهمیت نداده بودند را نداشت. به این منظور چنگیز برای ایجاد نظم و تحمیل قانون در میان آن‌ها ارتشی منظم تشکیل داد متشکل از مغولان مورد اطمینان خود، تا بتواند به صورت موقت نظم را ایجاد کند زیرا وی درگیر تدوین قانونی همگانی بر پایهٔ عدل و برابری به نام «یاسا» بود.

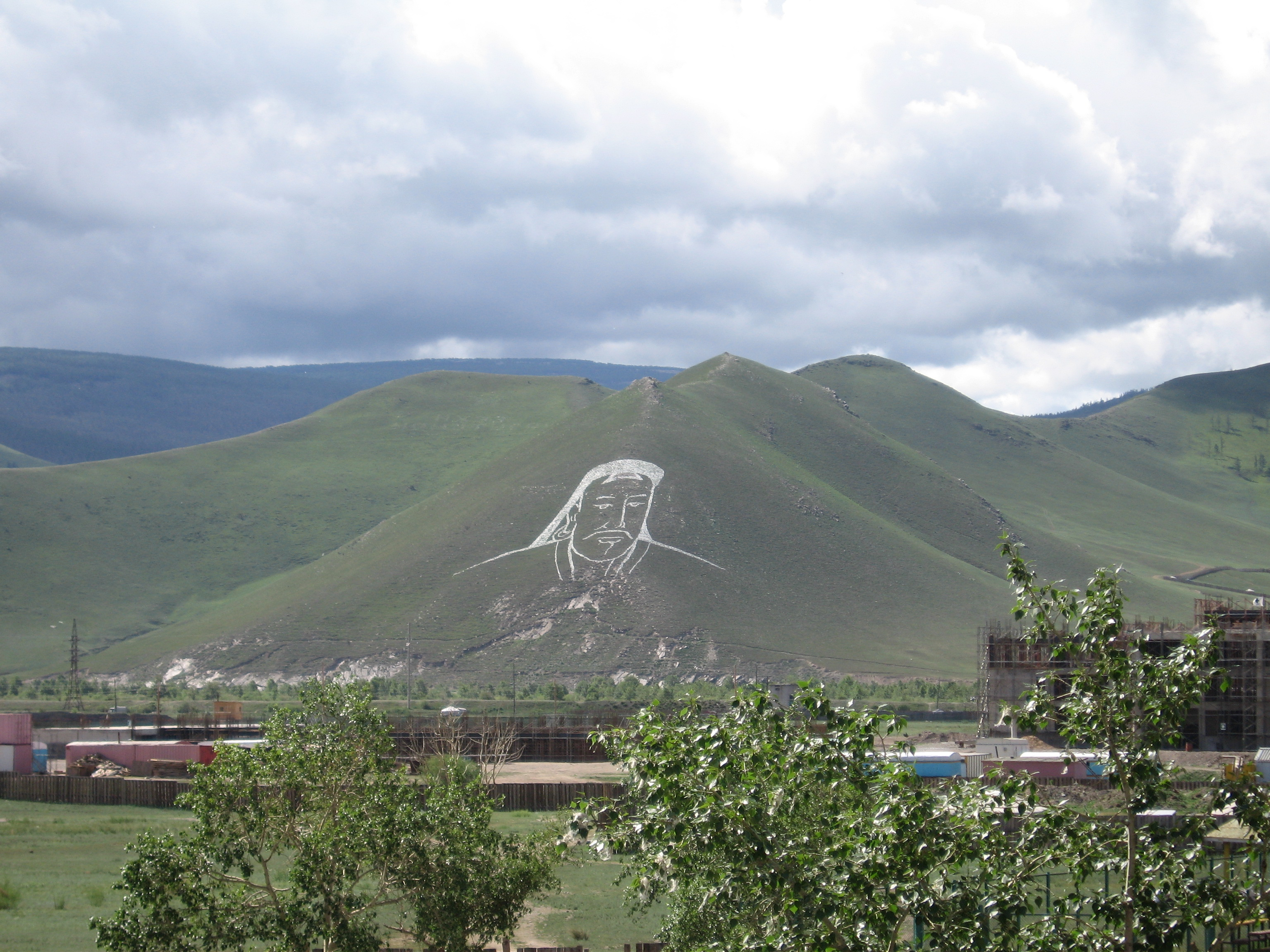
نقش چنگیز خان بر روی کوه در اولان‌باتور مغولستان

چنگیزخان پس از چیرگی بر آونگ خان و قبایل مغول از برای ضبط مملکت و صلاح ارتش و رعایا قاعده‌ای چند وضع کرد و برای هر کار قانونی نهاد و برای هر گناه کیفری معین کرد. در آغاز برای اهل اسلام احترام زیاد قایل بود و مجازات او برای قتل هر مسلمانی چهل بالش زر (هر بالش پانصد مثقال طلا یا نقره بود. (ر.ک. «تاریخ جهان‌گشا» ۱/۱۶» و برای قتل هر یک از مردم چین یک سر درازگوش (خر) را دیه معین کرد. چون قبایل مغول از خود دارای خط و کتابت نبودند، دستور داد تا برخی از فرزندان مغول خط اویغوری بیاموختند و قوانین او را که به «یاسا» معروف است ثبت کردند و آن دفاتر را در خزانه‌ها نگه داشتند تا هر وقت خانی بر تخت نشیند یا حادثه‌ای روی دهد شاهزادگان جمع شوند و آن طومارها را حاضر کنند و بنای کار را آن نوشته‌ها و قوانین بگذارند و امور ارتش و حمله به شهرها را را برآن شیوه پیش گیرند.
چنگیز پس از تسلط بر اقوام مغول رسوم و عادات ناپسند مانند زنا و دزدی را از میان ایشان برداشت و درهای بازرگانی را میان غرب و شرق باز نمود و بازرگانان نیز بی‌دغدغه آمدوشد می‌کردند. چنگیز در نامه‌ها که به سرکشان و دشمنان می‌نوشت و ایشان را به اطاعت می‌خواند هرگز از سپاه و جنگ‌افزار چیزی نمی‌نوشت و ایشان را از وفور سلاح نمی‌ترساند، همین قدر می‌نوشت اگر رام و مطیع شوید به جان امان یابید و اگر خلاف کنید ما چه دانیم آن را خدا داند.

### قانون یاسا
اولین و جالب‌ترین ماده از قانون یاسا می‌گوید لازم است که همهٔ انان‌ها اعتقاد کامل به یک خدا داشته باشند خدایی که زمین و آسمان و موجودات را خلق کرد و همه چیز به دست او می‌باشد. اما آنچه معلوم است چنگیزخان را با وجود توحیدی بودن، دین و مذهب وی مشخص نبود و با وجود داشتن امپراتوری جهانی هرگز اقدام به ایجاد دین واحدی نکرد.
او در این قانون نسبت به ارتکاب دزدی و اقدام به زناکاری نفرت خود را نشان داد و مرتکبین این جرایم را محکوم به مرگ کرد. چنگیز در بند دیگری تأکید کرد که اطلاع خبر ناخوش آیند، عدم تمکین فرزندان از والدین، عدم تمکین زن از همسر وی را خشمگین خواهد ساخت. با وجود آنکه چنگیز مرد خشنی بود اما دست زدن به هر نوع خشونتی به هنگام عصبانیت را به شدت منع کرد؛ و در قانون یاسا هیچ مغولی حق نزاع با دیگر مغولان را نداشت.
اهداف چنگیز از ایجاد قانون یاسا را از نظر جامعه‌شناسی به سه مبنای مهم و اساسی می‌توان تقسیم کرد:
اصل یکم: اطاعت کامل و بدون قید و شرط از فرمان‌های چنگیز خان.
اصل دوم: ایجاد همبستگی و اتحاد در میان قبایل و برطرف کردن اختلافات قبیله‌ای.
اصل سوم: مجازات شدید علیه مفسدان و مجرمان در هر جایگاه و مقامی.
هدف اصلی قانون یاسا نشان دهندهٔ این موضوع می‌باشد که حیات انسان‌ها شخصیت و بالاتر بودن مقام و منزلت آدمیت می‌باشد نه کسب ثروت و مقام؛ و نیز می‌گوید هیچ متهمی تا هنگامی‌که جرمش اثبات نشده مجرم نمی‌باشد.
یاسای چنگیز هیچ ملاحظه‌ای در مورد جاسوسان و همجنسگرایان و ساحران متقلب ارائه نمی‌دهد و در صورت اثبات چنین مواردی حکم مجرم اعدام می‌باشد.

## باورهای مغولی
مذهب مغولی به همراه اعتقاد و باورهای آن شمنیسم نامیده می‌شود. به نظر می‌رسد باورهای مغولان چندان ریشه دار و عمیق نبوده‌است و بنابراین به زودی آن‌ها در بخش‌های مختلف امپراطوریشان دین پیشرفته تری را که از مغلوبان خود آموخته بودند قبول کردند. آن‌ها در ایران و سرزمین اردوی زرین، اسلام را پذیرفتند و در چین نوع تبتی بودیسم را قبول کردند. پس از آن که که مغول‌های وارد شده به ایران اسلام آورند، بودیسم در میان آن‌ها بسیار پذیرفته شده بود.
پیشگویی و درمان‌گری نقش مهمی در میان مغولان داشت. مغولان، شمن‌ها یا جادوگران و پیشگویان خود را قام می‌نامیدند. قامان ادعا داشتند که شیاطین و ارواح در تسخیر آن‌ها می‌باشند؛ و می‌توانند آینده را پیش‌بینی کنند. مغولان در امور با قامان به مشورت می‌پرداختند و امرا و سلاطین نیز به آن‌ها اطمینان کامل داشتند. یکی از مشاوران اصلی چنگیزخان یلوچوچوتسای بود که در پیشگویی بسیار ماهر بود و مورد اعتماد چنگیز بود.
یکی از ویژگی‌های مغولان که بسیار ستوده شده‌است فقدان تعصب مذهبی آن‌ها و مدارای مذهبی آن‌ها می‌باشد. مغولان بودیسم را می‌شناختند با اسلام از طریق بازرگانان موجود و با مانویت از طریق ترکان اویغور آشنا شدند، تعدادی از تیره‌های مغول نیز مسیحی نسطوری بودند.

### شمنیسم
در هنگام بررسی شمنیسم به این دلیل که مغولان در قرن شانزدهم به بودیسم لامائی روی آوردند که البته به معنای کنار گذاشتن کامل شمنیسم نیست و به معنای نفوذ کامل عناصر لامائی می‌باشد، برای بررسی دقیق شمنیسم باید این عناصر کنار گذاشته شوند که بسیار دشوار به نظر می‌رسد. اما افرادی چون هیسیگ و همکارانش نتایج خوبی به دست آورده‌اند که قانع‌کننده به نظر می‌رسند. آن‌ها به این نتیجه رسیدند که شمنیسم از پرستش اجداد گرفته شده‌است تصاویر ذهنی اجداد که اونگغوت نامیده می‌شد در چادرهای خانواده نگهداری می‌شد و اعتقاد بر این بود که تسکین یابند از حمایت آن‌ها برخوردار می‌شوند. آن‌ها برای ماوراءالطبیعه سلسله مراتبی داشتند در راس این سلسله مراتب آّبی (کوک) یا آسمان (تنگری) جاودانی (منگو) قرار گرفت. زمین و خدای باروری الهه‌ای بود که ایتوگن نامیده می‌شد. زیر آسمان دنیای ارواح واقع بود. شمن واسطه‌ای بود میان انسان و این قلمرو. شمن پیشگویی بود که در حالت جذبه با ارواح ارتباط برقرار می‌کرد. از جایگاه بالایی برخوردار بود. لباس سفید می‌پوشید و اسب سفید سوار می‌شد کار کردهای یک شمن عبارت بود از: ملاقات با ارواح، انواع دفع چشم زخم، خواندن دعای برکت بر رمه‌ها، کودکان، پیشگوئی و… شمن البته گاهی چهرهٔ قدرتمندی نیز داشت برای مثال در کتاب تاریخ سری داستانی از تعارض میان چنگیز خان و شمن بزرگ کوکوچو هست که نشان می‌دهد این تعارض پس از آن ایجاد شد که چنگیز خان تا اندازه‌ای با کمک او قدرت را در قوریلتای به دست آورد؛ و این نشان دهندهٔ مبارزهٔ چنگیز با شمن و قدرت روحانی می‌باشد.

### سیاست مذهبی چنگیزخان

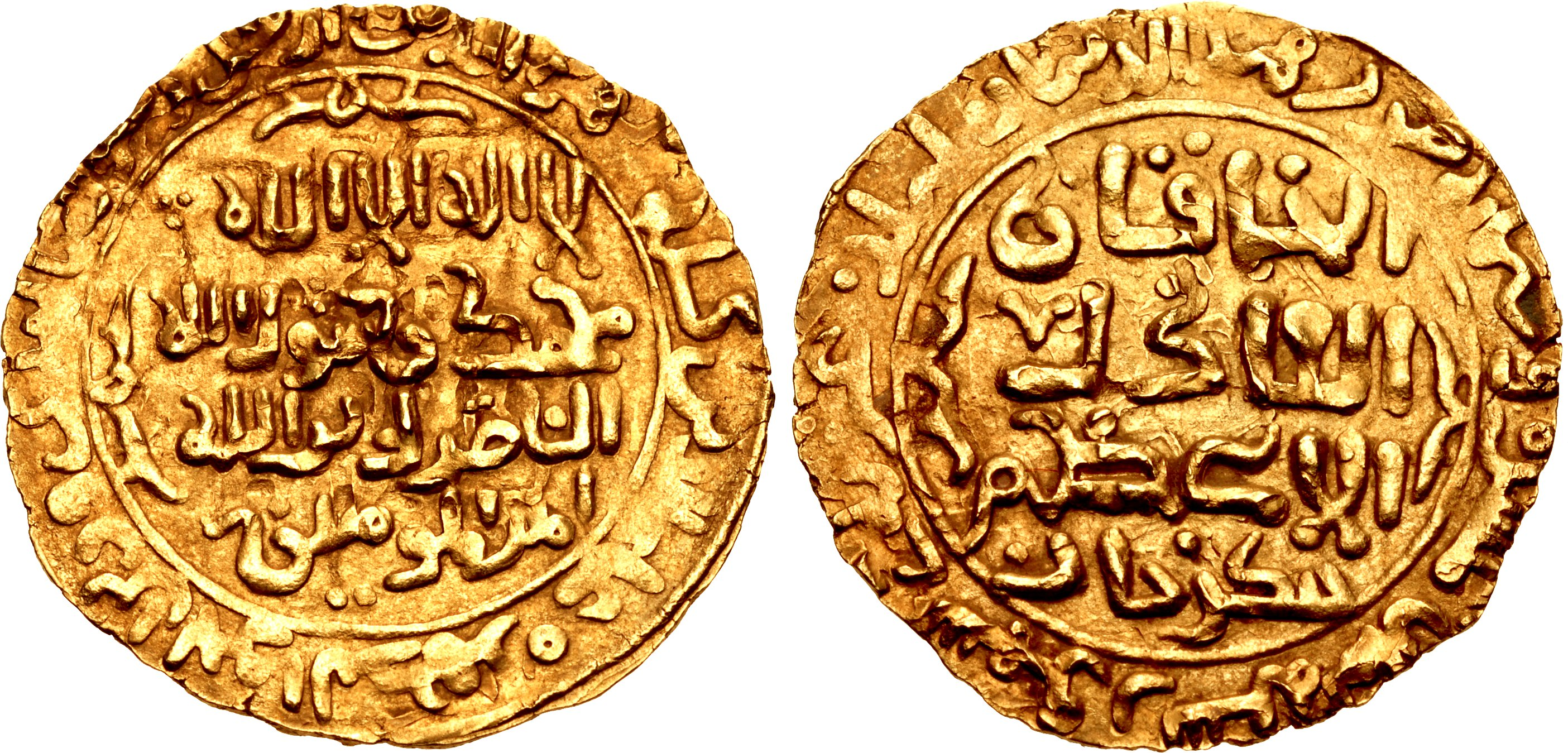
سکه چنگیز خان ضرب غزنه بسال ۶۱۸ هـ ق که به سبک سکه‌های اسلامی ضرب شده

امپراتوری جدید چنگیزخان پایه‌های مذهبی داشت البته بر همان مذهب قدیمی ترک و مغولان که اعتقاد به ادارهٔ دنیا توسط نیروهایی نامرئی داشتند عوامل مزدیسنی و چینی نیز اضافه شد خان بزرگ نماد تنگری یعنی آسمان بود و حالتی خدایی داشت. تمام جانشینان چنگیزخان تا زمانی که در شرق اقصی کاملاً خلق و خوی چینیان در آن‌ها رخنه نکرده بود یا آن عده‌ای که تحت تأثیر آداب و رسوم مسلمانان در ترکستان و ایارن و روسیه قرار گرفته بودند خود را نمایندگان تنگری بر زمین قلمداد می‌کردند. جوینی در مورد اعتقادات چنگیزخان می‌گوید: چون چنگیزخان متقلد هیچ دینی نبوده‌است و تابع هیج ملتی نیز نبود از تعصب و رجحان ملتی بر ملتی و تفضیل بعضی بر بعضی مجتنب بودست بلکه علما و زهاد هر طایفه را اکرام می‌کرد چنان‌که مسلمانان را بنظر توقیر می‌نگریسته ترسایان و بت پرستان را نیز عزیز می‌داشته؛ و اولاد و احفاد او هر چند کس بر موجب دوری از مذاهب، مذهبی گرفتند بعضی از اسلام تقلید کردند و بعضی ملت نصاری عده‌ای عبادت بت می‌کردند و قومی همان روش قدیم آباء و اجداد را دنبال کرده و به سمت و سوی خاص و جدیدی نرفتند. اما آنچه یاسای چنگیزخان است اینکه همه طوایف را یکی شناسد و بر یکدیگر فرق نگذارد و عدول نمی‌جویند. این رفتار نتیجهٔ ترسی آمیخته به خرافه بود که مغولان از آسمان و از سحر و ساحری داشتند و احتیاط می‌کردند که نه فقط با شمن‌ها بلکه با سیر نمایندگان احتمالی آسمان یعنی رهبران هر فرقه مذهبی که ممکن بود قدرتی ما فوق طبیعت داشته باشند، روابط خوبی برقرار کنند. البته کشیشان نستوری که نزد قبایل کرائیت و انقوت‌ها و راهبان بودایی که نزد قبایل ایغوری یا ختایی زندگی می‌کردند و ساحرانی که نزد «تائوایست» چین نفوذ داشتند، یا لاماهای تبتی یا مبلغان فرقه فرانسیسکن یا عابدان مسلمان، همه مورد تکریم بودند. حسن رفتار آن‌ها با نمایندگان این مذهب‌ها و فرقه‌های مختلف یک نوع سند اطاعت و انقیاد دیگری بود که باعث شد مغولان در برابر به افکار و اعتقادات مذهبی عامه مردم فوق‌العاده گذشت داشته باشند. آن روزی که این رعب و ترس خرافاتی در بین مغولان در ترکستان و ایران برافتاد احفاد چنگیزخان تعصب شدید مذهبی پیدا کردند و اغماض جای خود را با تعصب جایگزین کرد. چنگیز در سفرهای جنگی خود در غرب و شرق دریافته بود که مسلمانان به علت وضع جغرافیایی، جمعیت و تمدن، در درجه اول اهمیت قرار دارند و به همین سبب در مقایسه با دیگر ملل تابعه، مقام برتری را به آنان اختصاص داد، هر چند دل خوشی از مسلمانان نداشت. در این مورد از زبان اولجایتو، یکی از ایلخانان مغول در ایران، این‌چنین نقل شده‌است: چنگیز خان فرموده که اگرچه دین و ملت اسلام اختتام ملک و ادیان می‌باشد اما مسلمانان بدترین امت و نازل‌ترین قوم می‌باشند. جوینی نیز در این باره می‌گوید: چنگیز خان به علت اهمیتی که برای مسلمانان قائل بود جزای قتل هر مسلمانی را چهل بالش (زر) و ختایی را دراز گوش قرار داد. خان مغول در موارد گوناگون برای توسعه دانسته‌های خود، نزد ملل به تفحص می‌پرداخت و با دانشمندان و روحانیون به مباحثه و مجادله می‌پرداخت. باید گفت با وجود سیاست اغماض و مدارایی که مغولان از همان بدو تأسیس حکومت خود نسبت به مذاهب گوناگون اتخاذ کردند، چنگیز هنگام تهاجم به مناطق مسلمان‌نشین، به اسلام آسیب فراوان زد و اگر ریشه‌های این دین کمی سست‌تر و مقاومت روحانیون کمی متزلزل‌تر بود، دشوار می‌نمود که بتواند بار دیگر کمر راست کند. چنگیزخان نبردهای خود را از جهت روانی به گونه‌ای آماده کرده بود که تعصبات مذهبی نداشته باشند دوری آنان از تعصبات مذهبی در همه جا به سودشان می‌انجامید و به آنان در برابر هر ملت و قومی که در سر راهشان قرار می‌گرفت برتری شگرفی می‌بخشید. ایمان مذهبی هرگز در میان مغولان ریشه ندوانیده و چنگیزخان نیز اقدام‌های لازم را انجام داد تا با مخالفت روحانیون روبه رو نشود. او روحانیان را همچون دانشمندان و صنعت‌گران از پرداخت مالیات معاف داشت، لکن نمایندگان مجامع مذهبی را از داشتن مناصب دولتی محروم ساخت و بدین گونه جدایی مذهب را از دولت به‌طور کامل عملی ساخت. او دخالت روحانیان را در امور دولتی حس کرده و اطمینان پیدا کرده بود که چنین دخالتی، خطری بزرگ برای دولت خواهد بود. البته در سال ۱۲۱۶ م که یاسا به وجود آمد، چنگیزخان از وجود روحانیان برای افزودن نفوذ کلام خویش در میان افراد قوم خویش استفاده می‌کرد، اما سرانجام عقیده باطنی خود را نسبت به روحانیان نمایان ساخت

## مرگ چنگیزخان

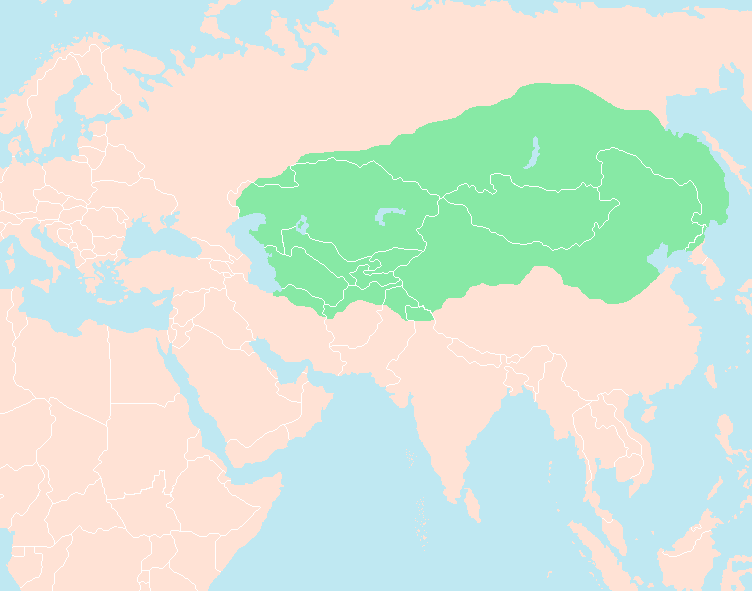
گستره امپراتوری مغول به هنگام مرگ چنگیزخان.

چنگیزخان بیمار شد و با آگاهی از خبر شورش فرمانروایی به نام تانگوت به مغولستان بازگشت. تانگوت نیز که ترسیده بود تقاضای بخشش کرد و چنگیز گفت بیمارم و صبر کن تا حال من بهتر شود اما بیماری که گویا ناشی از عفونتی بود که از هوا دریافت کرده بود او را از پای انداخت. او کار را به فرزندانش سپرده بود.
در اثنای سفر جنگی نزدیک شدن مرگ خود را دریافت و فرزندان خود را حاضر ساخت و اوگتای را به جانشینی خود تعیین کرد، ورارود (ماوراءالنهر) و دیار مجاور آن را به جغتای داد. او دستور داد تا میان اوگتای و برادران پیمان‌نامه‌ای نوشتند که به موجب آن هیچ‌یک از برادران نباید از فرمان او سرپیچی کنند. پس از آن وصیت کرد که چون مرگش برسد کسی گریه نکند و مرگش را پنهان دارند تا دشمن آگاه نشود. همچنین او را مخفیانه دفن کردند تا دشمنان متوجه مرگ او نشوند و از نبود او سوء استفاده نکنند. سر انجام پس از ۲۵ سال حکمرانی در سن هفتاد و سه سالگی از جهان رفت (دربارهٔ طول عمر چنگیز و سال تولدش میان محققان اختلاف نظر است).
می‌گویند چنگیز خان پانزدهمین روز از ماه میانهٔ پاییز سال خوک برابر با چهارم رمضان سال ۶۲۴ درگذشت.

## محل دفن
در آن زمان بیشتر به دلیل باورها (مذهبی) مکان دفع فرمانروایان مخفی می‌ماند و آنها در مکان‌هایی دور از دسترس به خاک سپرده می‌شدند. مغول‌ها از جمله بر این باور بودند که جنازه فرمانروا نیروی خدایی خود را پس از مرگ هم در خود حمل می‌کند و به همین دلیل باید از بقایای او محافظت شود و جسد در مکانی به خاک سپرده شود که رسیدن به آن آسان نیست؛ مثلاً در بالای کوه جایی که آنها به «هدف غایی» خود یعنی رسیدن به آسمان، نزدیکتر می‌شدند.
بر پایه یک افسانه، چنگیز خان از نزدیکانش خواسته‌است که او را بدون هیچ علامت و نشانه مشخصی از محل دفن، به خاک بسپارند. به این ترتیب ملازمان سختی‌های فراوانی را به جان خریدند که مکانی بیابند که قابلیت مخفی ماندن را داشته باشد. طبق این روایت پس از آن بردگانی که آرامگاه را ساخته بودند، همگی به قتل رسیدند و پس از آنها سربازانی که آنها را همراهی کرده بودند هم به قتل رسیدند و تنها شمار کمی از نزدیکان باقی ماندند که محل دقیق دفن را می‌دانستند. احتمالاً آنها هم این راز را با خود به گور بردند. نامعلوم بودن محل دفن چنگیز دلیل دیگری است بر اینکه علت مرگ او هم در هاله‌ای از افسانه فرورفته است.

## شجره‌نامه خاندان چنگیز خان
| هوئلون    | هوئلون    | هوئلون    | هوئلون    | هوئلون    | هوئلون    |  |  |             |             |             |             |             |             |  |  |           |           |           |           |           |           |  |  |                |                |                |                |                |                |  |  | یسوکای بهادر | یسوکای بهادر | یسوکای بهادر | یسوکای بهادر | یسوکای بهادر | یسوکای بهادر |  |  |              |              |              |              |              |              |  |  |           |           |           |           |           |           |  |  |           |           |           |           |           |           |  |  |           |           |           |           |           |           |  |  |           |           |           |           |           |           |  |  |  |  |  |  |  |  |  |  |  |  |  |  |  |  |  |  |  |  |  |  |  |  |  |  |
| هوئلون    | هوئلون    | هوئلون    | هوئلون    | هوئلون    | هوئلون    |  |  |             |             |             |             |             |             |  |  |           |           |           |           |           |           |  |  |                |                |                |                |                |                |  |  | یسوکای بهادر | یسوکای بهادر | یسوکای بهادر | یسوکای بهادر | یسوکای بهادر | یسوکای بهادر |  |  |              |              |              |              |              |              |  |  |           |           |           |           |           |           |  |  |           |           |           |           |           |           |  |  |           |           |           |           |           |           |  |  |           |           |           |           |           |           |  |  |  |  |  |  |  |  |  |  |  |  |  |  |  |  |  |  |  |  |  |  |  |  |  |  |
|           |           |           |           |           |           |  |  |             |             |             |             |             |             |  |  |           |           |           |           |           |           |  |  |                |                |                |                |                |                |  |  |              |              |              |              |              |              |  |  |              |              |              |              |              |              |  |  |           |           |           |           |           |           |  |  |           |           |           |           |           |           |  |  |           |           |           |           |           |           |  |  |           |           |           |           |           |           |  |  |  |  |  |  |  |  |  |  |  |  |  |  |  |  |  |  |  |  |  |  |  |  |  |  |
|           |           |           |           |           |           |  |  |             |             |             |             |             |             |  |  |           |           |           |           |           |           |  |  |                |                |                |                |                |                |  |  |              |              |              |              |              |              |  |  |              |              |              |              |              |              |  |  |           |           |           |           |           |           |  |  |           |           |           |           |           |           |  |  |           |           |           |           |           |           |  |  |           |           |           |           |           |           |  |  |  |  |  |  |  |  |  |  |  |  |  |  |  |  |  |  |  |  |  |  |  |  |  |  |
| بورته     | بورته     | بورته     | بورته     | بورته     | بورته     |  |  | (چنگیز خان) | (چنگیز خان) | (چنگیز خان) | (چنگیز خان) | (چنگیز خان) | (چنگیز خان) |  |  | قصار      | قصار      | قصار      | قصار      | قصار      | قصار      |  |  | هاچیون         | هاچیون         | هاچیون         | هاچیون         | هاچیون         | هاچیون         |  |  | تموگه        | تموگه        | تموگه        | تموگه        | تموگه        | تموگه        |  |  | بلگوتی       | بلگوتی       | بلگوتی       | بلگوتی       | بلگوتی       | بلگوتی       |  |  | بهتر      | بهتر      | بهتر      | بهتر      | بهتر      | بهتر      |  |  |           |           |           |           |           |           |  |  |           |           |           |           |           |           |  |  |           |           |           |           |           |           |  |  |  |  |  |  |  |  |  |  |  |  |  |  |  |  |  |  |  |  |  |  |  |  |  |  |
| بورته     | بورته     | بورته     | بورته     | بورته     | بورته     |  |  | (چنگیز خان) | (چنگیز خان) | (چنگیز خان) | (چنگیز خان) | (چنگیز خان) | (چنگیز خان) |  |  | قصار      | قصار      | قصار      | قصار      | قصار      | قصار      |  |  | هاچیون         | هاچیون         | هاچیون         | هاچیون         | هاچیون         | هاچیون         |  |  | تموگه        | تموگه        | تموگه        | تموگه        | تموگه        | تموگه        |  |  | بلگوتی       | بلگوتی       | بلگوتی       | بلگوتی       | بلگوتی       | بلگوتی       |  |  | بهتر      | بهتر      | بهتر      | بهتر      | بهتر      | بهتر      |  |  |           |           |           |           |           |           |  |  |           |           |           |           |           |           |  |  |           |           |           |           |           |           |  |  |  |  |  |  |  |  |  |  |  |  |  |  |  |  |  |  |  |  |  |  |  |  |  |  |
|           |           |           |           |           |           |  |  |             |             |             |             |             |             |  |  |           |           |           |           |           |           |  |  |                |                |                |                |                |                |  |  |              |              |              |              |              |              |  |  |              |              |              |              |              |              |  |  |           |           |           |           |           |           |  |  |           |           |           |           |           |           |  |  |           |           |           |           |           |           |  |  |           |           |           |           |           |           |  |  |  |  |  |  |  |  |  |  |  |  |  |  |  |  |  |  |  |  |  |  |  |  |  |  |
|           |           |           |           |           |           |  |  |             |             |             |             |             |             |  |  |           |           |           |           |           |           |  |  |                |                |                |                |                |                |  |  |              |              |              |              |              |              |  |  |              |              |              |              |              |              |  |  |           |           |           |           |           |           |  |  |           |           |           |           |           |           |  |  |           |           |           |           |           |           |  |  |           |           |           |           |           |           |  |  |  |  |  |  |  |  |  |  |  |  |  |  |  |  |  |  |  |  |  |  |  |  |  |  |
| جوجی خان  | جوجی خان  | جوجی خان  | جوجی خان  | جوجی خان  | جوجی خان  |  |  |             |             |             |             |             |             |  |  | جغتای     | جغتای     | جغتای     | جغتای     | جغتای     | جغتای     |  |  | توراکینا خاتون | توراکینا خاتون | توراکینا خاتون | توراکینا خاتون | توراکینا خاتون | توراکینا خاتون |  |  | اوگتای خان   | اوگتای خان   | اوگتای خان   | اوگتای خان   | اوگتای خان   | اوگتای خان   |  |  | سرقویتی بیگی | سرقویتی بیگی | سرقویتی بیگی | سرقویتی بیگی | سرقویتی بیگی | سرقویتی بیگی |  |  | تولی خان  | تولی خان  | تولی خان  | تولی خان  | تولی خان  | تولی خان  |  |  | آلخای بخی | آلخای بخی | آلخای بخی | آلخای بخی | آلخای بخی | آلخای بخی |  |  | چچیخن     | چچیخن     | چچیخن     | چچیخن     | چچیخن     | چچیخن     |  |  | ایل آلتون | ایل آلتون | ایل آلتون | ایل آلتون | ایل آلتون | ایل آلتون |  |  |  |  |  |  |  |  |  |  |  |  |  |  |  |  |  |  |  |  |  |  |  |  |  |  |
| جوجی خان  | جوجی خان  | جوجی خان  | جوجی خان  | جوجی خان  | جوجی خان  |  |  |             |             |             |             |             |             |  |  | جغتای     | جغتای     | جغتای     | جغتای     | جغتای     | جغتای     |  |  | توراکینا خاتون | توراکینا خاتون | توراکینا خاتون | توراکینا خاتون | توراکینا خاتون | توراکینا خاتون |  |  | اوگتای خان   | اوگتای خان   | اوگتای خان   | اوگتای خان   | اوگتای خان   | اوگتای خان   |  |  | سرقویتی بیگی | سرقویتی بیگی | سرقویتی بیگی | سرقویتی بیگی | سرقویتی بیگی | سرقویتی بیگی |  |  | تولی خان  | تولی خان  | تولی خان  | تولی خان  | تولی خان  | تولی خان  |  |  | آلخای بخی | آلخای بخی | آلخای بخی | آلخای بخی | آلخای بخی | آلخای بخی |  |  | چچیخن     | چچیخن     | چچیخن     | چچیخن     | چچیخن     | چچیخن     |  |  | ایل آلتون | ایل آلتون | ایل آلتون | ایل آلتون | ایل آلتون | ایل آلتون |  |  |  |  |  |  |  |  |  |  |  |  |  |  |  |  |  |  |  |  |  |  |  |  |  |  |
|           |           |           |           |           |           |  |  |             |             |             |             |             |             |  |  |           |           |           |           |           |           |  |  |                |                |                |                |                |                |  |  |              |              |              |              |              |              |  |  |              |              |              |              |              |              |  |  |           |           |           |           |           |           |  |  |           |           |           |           |           |           |  |  |           |           |           |           |           |           |  |  |           |           |           |           |           |           |  |  |  |  |  |  |  |  |  |  |  |  |  |  |  |  |  |  |  |  |  |  |  |  |  |  |
|           |           |           |           |           |           |  |  |             |             |             |             |             |             |  |  |           |           |           |           |           |           |  |  |                |                |                |                |                |                |  |  |              |              |              |              |              |              |  |  |              |              |              |              |              |              |  |  |           |           |           |           |           |           |  |  |           |           |           |           |           |           |  |  |           |           |           |           |           |           |  |  |           |           |           |           |           |           |  |  |  |  |  |  |  |  |  |  |  |  |  |  |  |  |  |  |  |  |  |  |  |  |  |  |
| باتوخان   | باتوخان   | باتوخان   | باتوخان   | باتوخان   | باتوخان   |  |  | برکه خان    | برکه خان    | برکه خان    | برکه خان    | برکه خان    | برکه خان    |  |  | بایدارخان | بایدارخان | بایدارخان | بایدارخان | بایدارخان | بایدارخان |  |  | گیوک خان       | گیوک خان       | گیوک خان       | گیوک خان       | گیوک خان       | گیوک خان       |  |  | کاشین        | کاشین        | کاشین        | کاشین        | کاشین        | کاشین        |  |  |              |              |              |              |              |              |  |  |           |           |           |           |           |           |  |  |           |           |           |           |           |           |  |  | اورغنه    | اورغنه    | اورغنه    | اورغنه    | اورغنه    | اورغنه    |  |  |           |           |           |           |           |           |  |  |  |  |  |  |  |  |  |  |  |  |  |  |  |  |  |  |  |  |  |  |  |  |  |  |
| باتوخان   | باتوخان   | باتوخان   | باتوخان   | باتوخان   | باتوخان   |  |  | برکه خان    | برکه خان    | برکه خان    | برکه خان    | برکه خان    | برکه خان    |  |  | بایدارخان | بایدارخان | بایدارخان | بایدارخان | بایدارخان | بایدارخان |  |  | گیوک خان       | گیوک خان       | گیوک خان       | گیوک خان       | گیوک خان       | گیوک خان       |  |  | کاشین        | کاشین        | کاشین        | کاشین        | کاشین        | کاشین        |  |  |              |              |              |              |              |              |  |  |           |           |           |           |           |           |  |  |           |           |           |           |           |           |  |  | اورغنه    | اورغنه    | اورغنه    | اورغنه    | اورغنه    | اورغنه    |  |  |           |           |           |           |           |           |  |  |  |  |  |  |  |  |  |  |  |  |  |  |  |  |  |  |  |  |  |  |  |  |  |  |
| سرطاق خان | سرطاق خان | سرطاق خان | سرطاق خان | سرطاق خان | سرطاق خان |  |  |             |             |             |             |             |             |  |  |           |           |           |           |           |           |  |  |                |                |                |                |                |                |  |  | قایدو        | قایدو        | قایدو        | قایدو        | قایدو        | قایدو        |  |  |              |              |              |              |              |              |  |  |           |           |           |           |           |           |  |  |           |           |           |           |           |           |  |  | مبارک شاه | مبارک شاه | مبارک شاه | مبارک شاه | مبارک شاه | مبارک شاه |  |  |           |           |           |           |           |           |  |  |  |  |  |  |  |  |  |  |  |  |  |  |  |  |  |  |  |  |  |  |  |  |  |  |
| سرطاق خان | سرطاق خان | سرطاق خان | سرطاق خان | سرطاق خان | سرطاق خان |  |  |             |             |             |             |             |             |  |  |           |           |           |           |           |           |  |  |                |                |                |                |                |                |  |  | قایدو        | قایدو        | قایدو        | قایدو        | قایدو        | قایدو        |  |  |              |              |              |              |              |              |  |  |           |           |           |           |           |           |  |  |           |           |           |           |           |           |  |  | مبارک شاه | مبارک شاه | مبارک شاه | مبارک شاه | مبارک شاه | مبارک شاه |  |  |           |           |           |           |           |           |  |  |  |  |  |  |  |  |  |  |  |  |  |  |  |  |  |  |  |  |  |  |  |  |  |  |
|           |           |           |           |           |           |  |  |             |             |             |             |             |             |  |  |           |           |           |           |           |           |  |  |                |                |                |                |                |                |  |  |              |              |              |              |              |              |  |  |              |              |              |              |              |              |  |  |           |           |           |           |           |           |  |  |           |           |           |           |           |           |  |  |           |           |           |           |           |           |  |  |           |           |           |           |           |           |  |  |  |  |  |  |  |  |  |  |  |  |  |  |  |  |  |  |  |  |  |  |  |  |  |  |
|           |           |           |           |           |           |  |  |             |             |             |             |             |             |  |  |           |           |           |           |           |           |  |  |                |                |                |                |                |                |  |  |              |              |              |              |              |              |  |  |              |              |              |              |              |              |  |  |           |           |           |           |           |           |  |  |           |           |           |           |           |           |  |  |           |           |           |           |           |           |  |  |           |           |           |           |           |           |  |  |  |  |  |  |  |  |  |  |  |  |  |  |  |  |  |  |  |  |  |  |  |  |  |  |
|           |           |           |           |           |           |  |  |             |             |             |             |             |             |  |  |           |           |           |           |           |           |  |  | منگوقاآن       | منگوقاآن       | منگوقاآن       | منگوقاآن       | منگوقاآن       | منگوقاآن       |  |  | قوبلای خان   | قوبلای خان   | قوبلای خان   | قوبلای خان   | قوبلای خان   | قوبلای خان   |  |  | هولاکو خان   | هولاکو خان   | هولاکو خان   | هولاکو خان   | هولاکو خان   | هولاکو خان   |  |  | اریق بوقا | اریق بوقا | اریق بوقا | اریق بوقا | اریق بوقا | اریق بوقا |  |  |           |           |           |           |           |           |  |  |           |           |           |           |           |           |  |  |           |           |           |           |           |           |  |  |  |  |  |  |  |  |  |  |  |  |  |  |  |  |  |  |  |  |  |  |  |  |  |  |
|           |           |           |           |           |           |  |  |             |             |             |             |             |             |  |  |           |           |           |           |           |           |  |  | منگوقاآن       | منگوقاآن       | منگوقاآن       | منگوقاآن       | منگوقاآن       | منگوقاآن       |  |  | قوبلای خان   | قوبلای خان   | قوبلای خان   | قوبلای خان   | قوبلای خان   | قوبلای خان   |  |  | هولاکو خان   | هولاکو خان   | هولاکو خان   | هولاکو خان   | هولاکو خان   | هولاکو خان   |  |  | اریق بوقا | اریق بوقا | اریق بوقا | اریق بوقا | اریق بوقا | اریق بوقا |  |  |           |           |           |           |           |           |  |  |           |           |           |           |           |           |  |  |           |           |           |           |           |           |  |  |  |  |  |  |  |  |  |  |  |  |  |  |  |  |  |  |  |  |  |  |  |  |  |  |
|           |           |           |           |           |           |  |  |             |             |             |             |             |             |  |  |           |           |           |           |           |           |  |  |                |                |                |                |                |                |  |  | زنجین        | زنجین        | زنجین        | زنجین        | زنجین        | زنجین        |  |  | اباقا خان    | اباقا خان    | اباقا خان    | اباقا خان    | اباقا خان    | اباقا خان    |  |  |           |           |           |           |           |           |  |  |           |           |           |           |           |           |  |  |           |           |           |           |           |           |  |  |           |           |           |           |           |           |  |  |  |  |  |  |  |  |  |  |  |  |  |  |  |  |  |  |  |  |  |  |  |  |  |  |
|           |           |           |           |           |           |  |  |             |             |             |             |             |             |  |  |           |           |           |           |           |           |  |  |                |                |                |                |                |                |  |  | زنجین        | زنجین        | زنجین        | زنجین        | زنجین        | زنجین        |  |  | اباقا خان    | اباقا خان    | اباقا خان    | اباقا خان    | اباقا خان    | اباقا خان    |  |  |           |           |           |           |           |           |  |  |           |           |           |           |           |           |  |  |           |           |           |           |           |           |  |  |           |           |           |           |           |           |  |  |  |  |  |  |  |  |  |  |  |  |  |  |  |  |  |  |  |  |  |  |  |  |  |  |
|           |           |           |           |           |           |  |  |             |             |             |             |             |             |  |  |           |           |           |           |           |           |  |  |                |                |                |                |                |                |  |  | تیمور خان    | تیمور خان    | تیمور خان    | تیمور خان    | تیمور خان    | تیمور خان    |  |  | ارغون‌خان     | ارغون‌خان     | ارغون‌خان     | ارغون‌خان     | ارغون‌خان     | ارغون‌خان     |  |  |           |           |           |           |           |           |  |  |           |           |           |           |           |           |  |  |           |           |           |           |           |           |  |  |           |           |           |           |           |           |  |  |  |  |  |  |  |  |  |  |  |  |  |  |  |  |  |  |  |  |  |  |  |  |  |  |

## فیلم‌ها
- چنگیزخان، محصول ۱۹۵۰ فیلیپین
- فاتح، محصول ۱۹۵۶ آمریکا
- چنگیزخان، محصول ۱۹۶۵ مشترک انگلیس، آلمان غربی، یوگسلاوی، آمریکا
- چنگیز خان: تا انتهای زمین و دریا، محصول ۲۰۰۷ مشترک ژاپن، مغولستان
- مغول، محصول ۲۰۰۷ مشترک روسیه، آلمان، قزاقستان، چین، مغولستان
- چنگیزخان، محصول ۲۰۱۸ چین